# 3. Juli
Der 3. Juli ist der 184. Tag des gregorianischen Kalenders (der 185. in Schaltjahren), somit bleiben 181 Tage bis zum Jahresende.

## Ereignisse

### Politik und Weltgeschehen
- 0321: Das von Kaiser Konstantin dem Großen im März verfügte Dekret, im gesamten Römischen Reich den Sonntag als allgemeinen Ruhetag zu begehen, wird umgesetzt. Nur landwirtschaftliche Arbeiten bleiben an diesem Tag gestattet.
- 0324: Konstantin der Große besiegt in der Schlacht bei Adrianopel seinen Mitkaiser Licinius, der anschließend nach Byzantion flieht.
- 0353: In der Schlacht am Mons Seleucus besiegt der oströmische Herrscher Constantius II. den weströmischen Usurpator Magnentius.

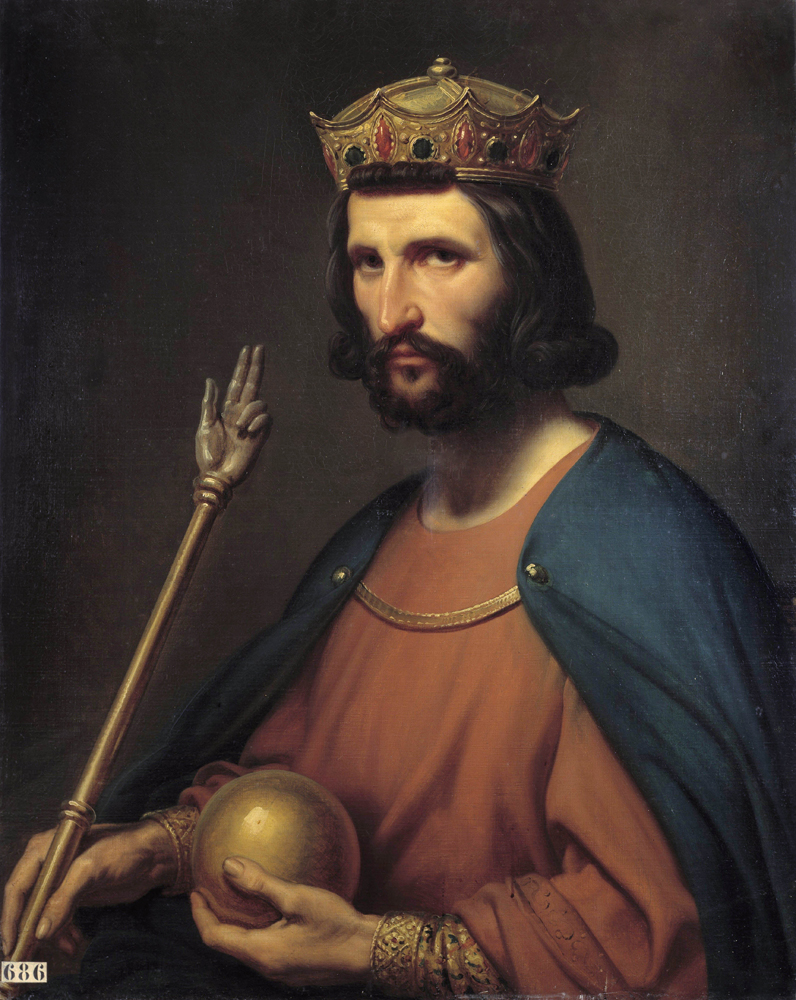
987: Hugo Capet

- 0987: Mit der Krönung von Hugo Capet zum König von Frankreich endet die Herrschaft der Karolinger über das Westfränkische Reich, während die Herrschaft der Kapetinger beginnt.
- 1428: Jakobäa von Bayern erkennt Philipp III. von Burgund im Delfter Versöhnungsvertrag als Mitregenten und Erben an.
- 1608: Der französische Entdecker Samuel de Champlain gründet am Sankt-Lorenz-Strom den Ort Québec.
- 1630: Kaiser Ferdinand II. eröffnet den Regensburger Kurfürstentag, von dem er sich Hilfe der Reichsstände gegen die Generalstaaten, Frankreich im Mantuanischen Erbfolgekrieg und die Bedrohung durch König Gustav II. Adolf von Schweden, der die protestantische Seite im Dreißigjährigen Krieg stützen will, verspricht.
- 1721: Hans Egede erreicht Grönland, womit die dänische Kolonialzeit in Grönland beginnt.
- 1754: George Washington und seine Milizionäre müssen vor französischen Truppen kapitulieren und das von ihnen in umstrittenen Territorium errichtete Fort Necessity übergeben. Zusammen mit dem Gefecht von Jumonville Glen wenige Tage zuvor setzen die Ereignisse eine Eskalationsspirale in Gang an deren Ende der Ausbruch des Siebenjährigen Krieges zwischen Großbritannien und Frankreich steht.
- 1778: Preußen erklärt nach vorausgegangenen diplomatischen Scharmützeln Österreich den Krieg. Der folgende Bayerische Erbfolgekrieg bringt nur wenige Gefechte um die Truppenversorgung, die ihm die Beinamen Kartoffelkrieg und Zwetschkenrummel eintragen.

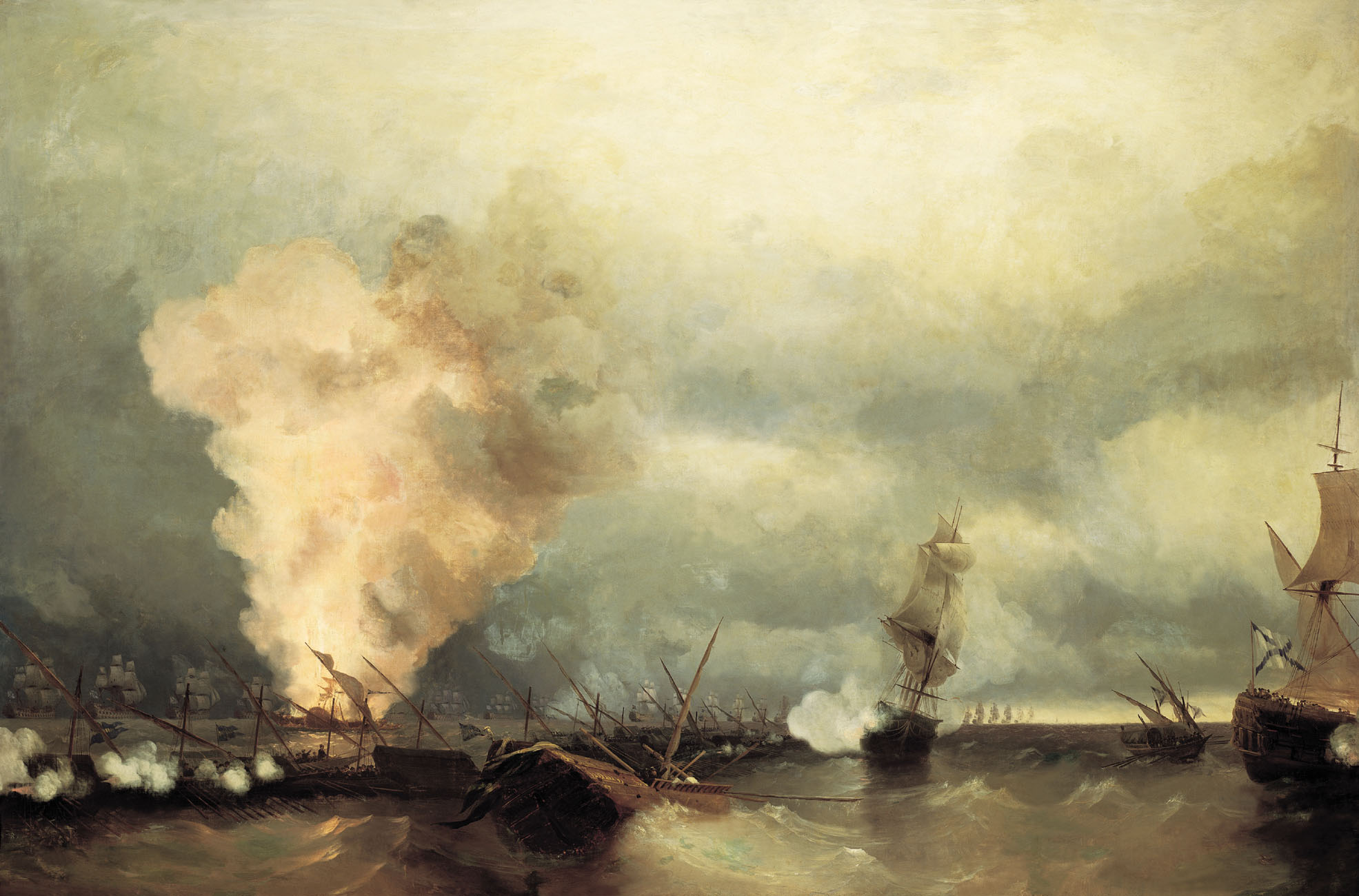
1790: Spießrutenlauf von Wyborg

- 1790: Im Russisch-Schwedischen Krieg erhält die schwedische Flotte bei Wyborg den Befehl, den Fluchtweg von König Gustav III. abzusichern. Der Spießrutenlauf von Wyborg endet unter großen Verlusten schließlich erfolgreich.

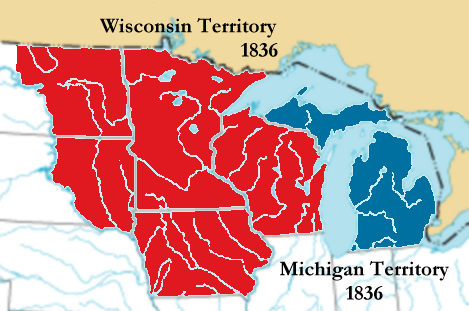
1836: Wisconsin- und Michigan-Territorium

- 1836: In den Vereinigten Staaten tritt zur Vorbereitung der Aufnahme Michigans in die Union ein Gesetz in Kraft, mit dem das Wisconsin- vom Michigan-Territorium abgetrennt und als Territorium der Vereinigten Staaten gegründet wird.
- 1844: Im Vertrag von Wanghia öffnet sich China dem Handel mit den Vereinigten Staaten.
- 1849: Französische und spanische Interventionstruppen erobern Rom, um Papst Pius IX. wieder zu weltlicher Macht zu verhelfen. Die Römische Republik wird gewaltsam aufgelöst.
- 1863: Die Schlacht von Gettysburg (Pennsylvania), die entscheidende Schlacht im Amerikanischen Bürgerkrieg, geht mit einem Sieg der Nordstaaten zu Ende.

1866: Schlacht bei Königgrätz

- 1866: In der Schlacht bei Königgrätz entscheidet General von Moltke den preußisch-österreichischen Krieg mit einem Sieg gegen Österreich zugunsten Preußens und bereitet damit den Weg für die „Kleindeutsche Lösung“.
- 1890: Idaho wird der 43. Bundesstaat der USA.
- 1894: Von US-Präsident Grover Cleveland mobilisierte Bundestruppen treffen in Chicago ein, um den Pullman-Streik zu beenden.
- 1898: In der Seeschlacht vor Santiago de Cuba im Spanisch-Amerikanischen Krieg vernichtet die technisch überlegene US-Marine die gesamte spanische Atlantikflotte.
- 1905: Nach monatelanger Debatte stimmt die französische Nationalversammlung mit 341 zu 233 Stimmen für ein Gesetzesvorhaben zur Trennung von Kirche und Staat.
- 1914: Vertreter des Vereinigten Königreichs und Tibets unterzeichnen in Shimla ein Abkommen über die Grenze zwischen Tibet und Indien und die völkerrechtliche Stellung Tibets. Der Vertreter Chinas unterzeichnet nicht; China erkennt das Abkommen später nicht an.
- 1919: Durch die Weimarer Nationalversammlung werden die Farben Schwarz-Rot-Gold, die Farben der Revolution von 1848, zu den Reichsfarben bestimmt.

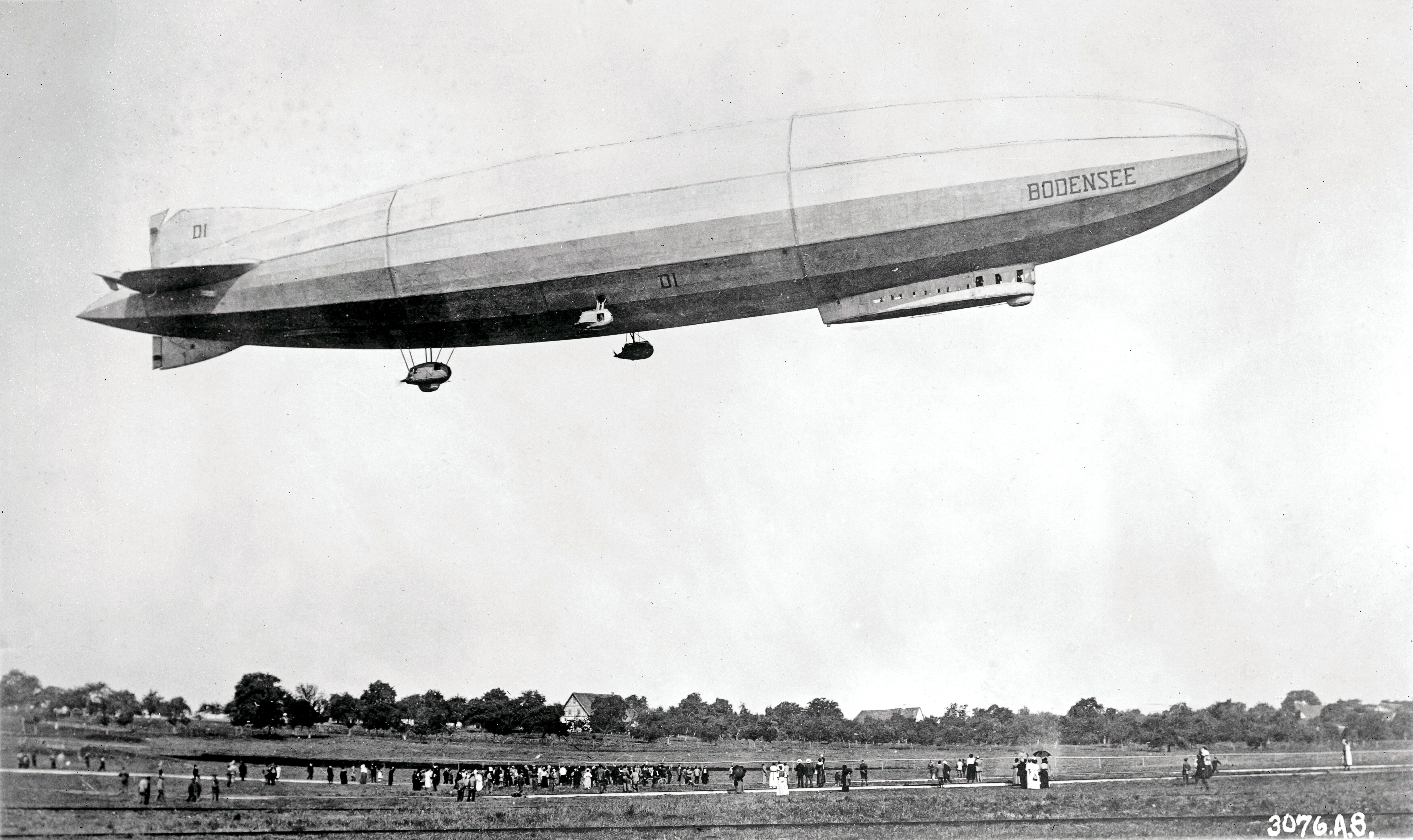
1921: LZ 120 Bodensee

- 1921: Der Zeppelin LZ 120 Bodensee wird, wie von den Alliierten gefordert, als Reparation an Italien überführt.
- 1940: Unter dem Decknamen Operation Catapult überfallen die Briten einen Teil der französischen Flotte in Mers-el-Kébir, um zu verhindern, dass die Schiffe in deutsche Hände geraten. 1147 Franzosen werden getötet.
- 1942: Zum Auftakt der Ersten Schlacht von El Alamein misslingt der Versuch des von Generalfeldmarschall Erwin Rommel befehligten Deutschen Afrikakorps, durch die Verteidigungsstellung der britischen 8. Armee zu brechen.
- 1944: Sowjetische Truppen nehmen während der Operation Bagration das kaum verteidigte Minsk ein und beenden die dreijährige Besatzungszeit der Wehrmacht in der belarussischen Hauptstadt.
- 1973: Die erste Konferenz über Sicherheit und Zusammenarbeit in Europa (KSZE) wird eröffnet.
- 1976: Während der Transición Spaniens vom Franquismus zur Demokratie beauftragt König Juan Carlos Adolfo Suárez mit der Regierungsbildung.
- 1976: Mit der Operation Entebbe befreit ein israelisches Kommando 105 Geiseln auf dem Flughafen von Entebbe (Uganda).
- 1979: Der Deutsche Bundestag beschließt, bei Mord und Völkermord die Verjährung endgültig aufzuheben und beendet damit die Verjährungsdebatte. Damit sollen später entdeckte NS-Verbrecher noch verfolgt werden können.

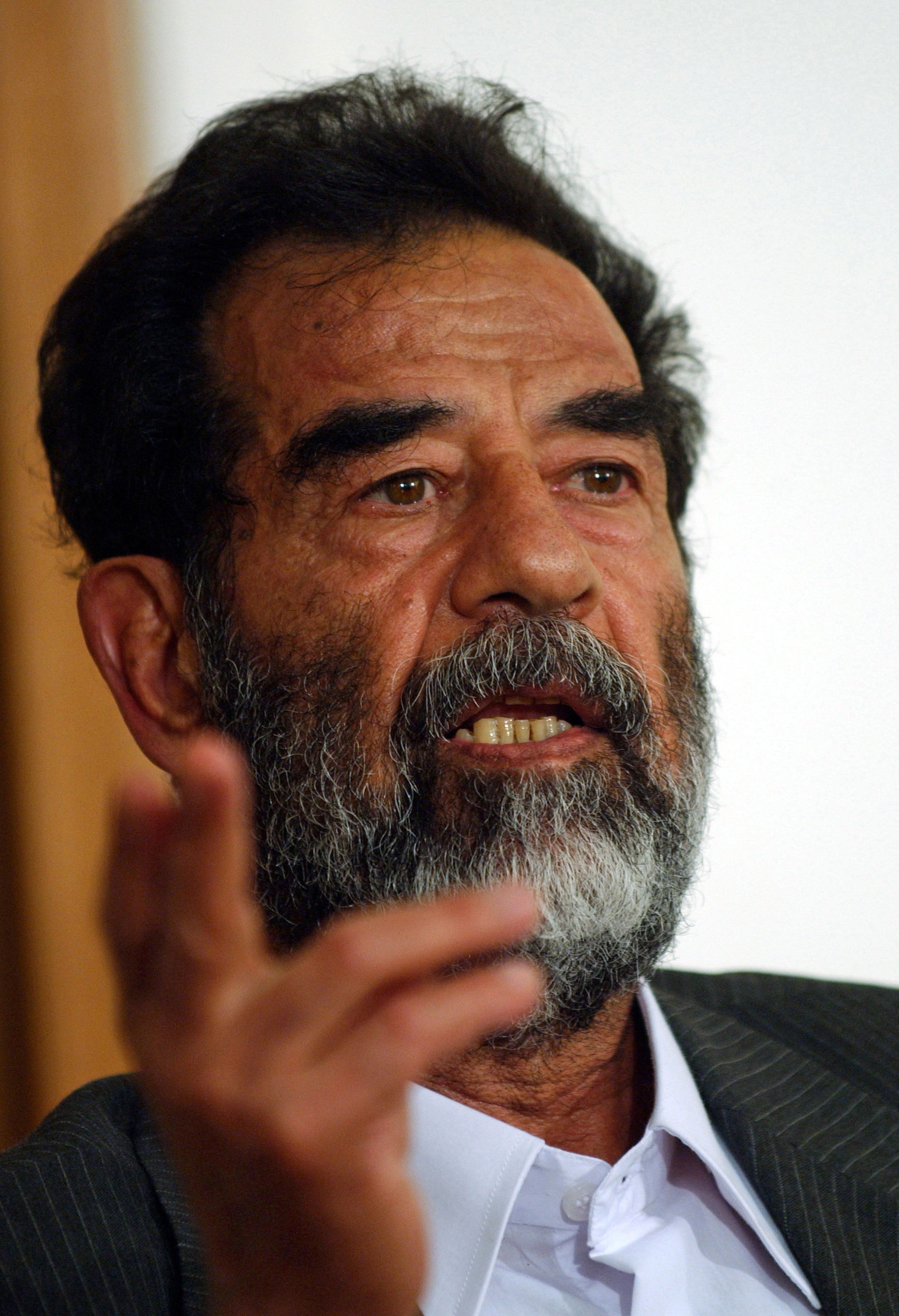
2003: Saddam Hussein

- 2003: Die US-Regierung setzt eine Belohnung von 25 Millionen Dollar für Hinweise zum Versteck des gestürzten irakischen Präsidenten Saddam Hussein aus, die letztlich zu dessen Gefangennahme führt.
- 2004: Nach einem Treffen des UN-Generalsekretärs Kofi Annan mit dem sudanesischen Präsidenten Omar al-Baschir sagt die Führung in Khartum einer Entwaffnung der Janjawid-Milizen in der Krisenregion Darfur zu.
- 2013: In Ägypten entmachtet das Militär den Staatspräsidenten Mohammed Mursi.

### Wirtschaft
- 1767: In Trondheim wird die erste Tageszeitung Norwegens herausgegeben, die heutige Adresseavisen.
- 1848: In Wien erscheint die erste Ausgabe der vom Unternehmer August Zang gegründeten Tageszeitung Die Presse.
- 1878: Die Spielkartensteuer wird gesetzliche Einnahmequelle im Deutschen Reich und löst Landesabgaben ab.
- 1884: Der erste Aktienindex der USA, der von Charles Dow entwickelte Dow Jones Railroad Average, wird erstmals veröffentlicht.

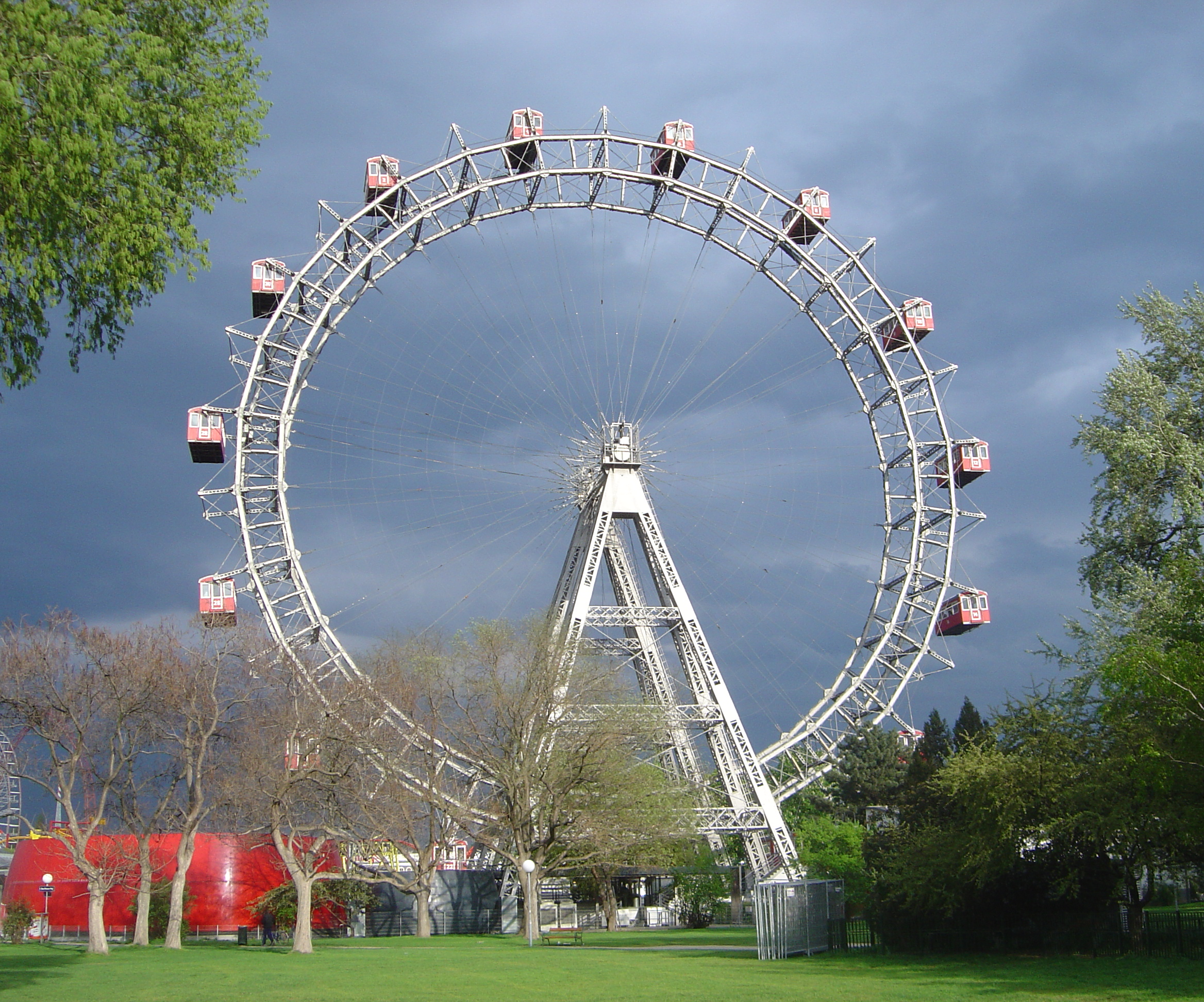
1897: Das Wiener Riesenrad

- 1897: Das Riesenrad im Wiener Prater beginnt seinen Fahrbetrieb.
- 1935: Der VW Käfer wird der Öffentlichkeit vorgestellt.
- 2004: Die Bangkok Metro wird eröffnet.

### Wissenschaft und Technik
- 1869: Die weltweit erste Zahnradbahn, betrieben von der Mount Washington Cog Railway und auf den Mount Washington führend, wird in New Hampshire eröffnet.
- 1880: Thomas Alva Edison gründet das Magazin Science.

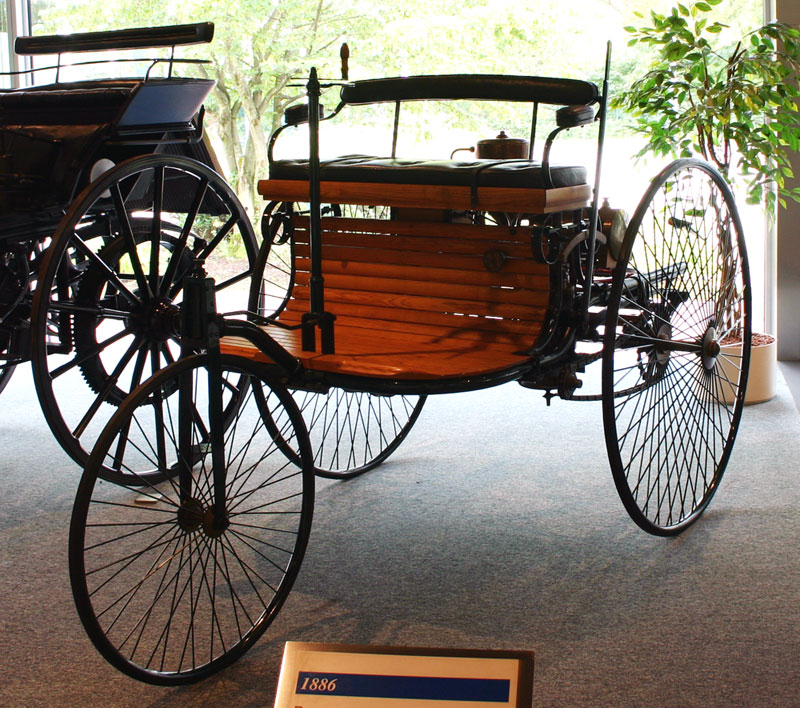
Nachbau des Benz Patent-Motorwagens von 1885

- 1886: Carl Benz unternimmt in Mannheim die erste Probefahrt mit seinem „Fahrzeug mit Gasmotorantrieb“.
- 1886: Die New York Tribune nimmt die erste Linotype-Setzmaschine Ottmar Mergenthalers in Betrieb. Seine Erfindung beschleunigt das Setzen von Zeitungen.
- 1969: Der zweite Test einer sowjetischen N1-Mondrakete endet nach wenigen Sekunden als Fiasko. Aus 200 Metern Höhe fällt der Flugkörper wegen Sicherheitsabschaltung seiner Raketentriebwerke zur Erde zurück. Die beim Aufschlag ausgelöste Explosion verheert das Startgelände.
- 2002: Steve Fossett gelingt in dreizehneinhalb Tagen die erste erfolgreiche Solo-Weltumrundung mit einem Ballon.
- 2016: Das weltweit größte Radioteleskop FAST geht im Südwesten der Volksrepublik China in Betrieb, zunächst für drei Jahre im Testlauf.

### Kultur
- 1866: Nach dem Sieg preußischer Truppen in der Schlacht bei Königgrätz über Österreichs Armee komponiert der Militärmusiker Johann Gottfried Piefke angeblich noch auf dem Schlachtfeld den Königgrätzer Marsch.
- 1874: Der erste Tierpark der Schweiz, der Basler Zoo, wird eröffnet.
- 1944: In Baltimore wird das Film-noir-Meisterwerk Frau ohne Gewissen von Regisseur Billy Wilder uraufgeführt.
- 1985: Der US-amerikanische Science Fiction-Film Zurück in die Zukunft startet in den amerikanischen Kinos.

### Religion
- 1234: Dominikus, der Gründer des Dominikanerordens, wird durch Papst Gregor IX. heiliggesprochen.
- 1655: Das Bistum Leitmeritz wird errichtet.
- 1721: Der norwegische Pfarrer Hans Egede trifft auf Grönland ein, wo er vom Glauben abgefallene Wikinger-Nachfahren vermutet, die er missionieren will. Er findet stattdessen einheimische Inuit vor, die er mit dem Christentum vertraut macht.
- 1876: Die achtjährigen Mädchen Margaretha Kunz, Katharina Hubertus und Susanna Leist aus Marpingen im Saarland berichten erstmals, dass sie im Härtelwald eine Marienerscheinung gehabt hätten. Die Marienerscheinungen in Marpingen 1876/1877, die angeblich bis zum 3. September 1877 andauern, werden bis heute von der Katholischen Kirche nicht anerkannt.
- 1907: Das Sanctum Officium verwirft im Dekret Lamentabili sane exitu 65 Punkte, die die Römisch-katholische Kirche als Irrtümer ansieht.
- 1996: Das Konkordat zwischen dem Heiligen Stuhl und dem Freistaat Sachsen wird geschlossen.

### Katastrophen

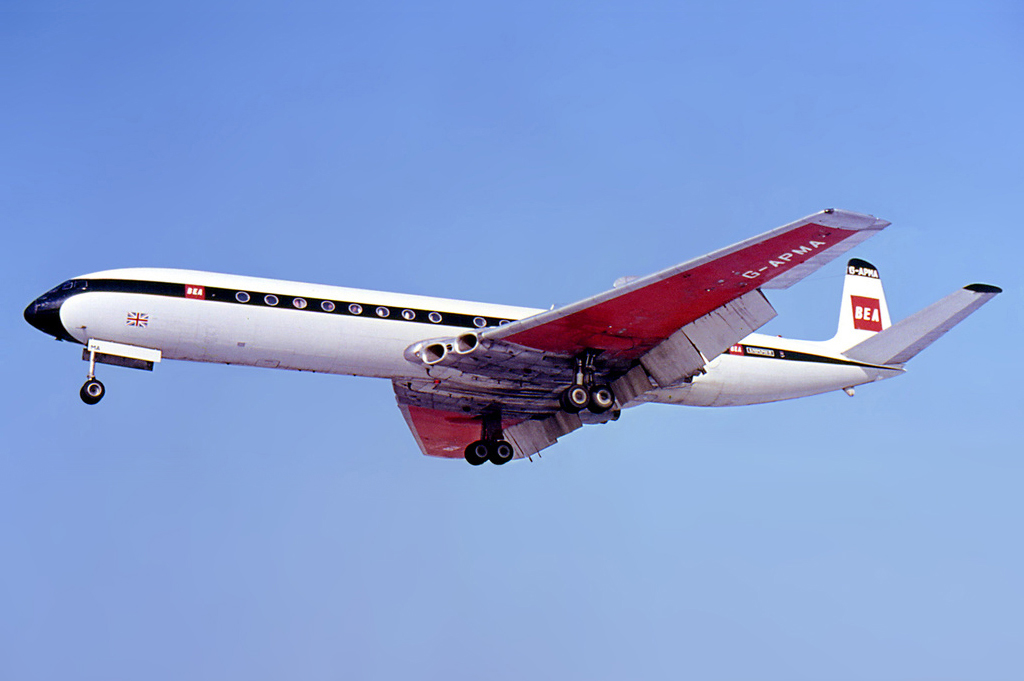
1970: De Havilland DH.106 Comet

- 1970: Eine De Havilland DH.106 Comet der Dan-Air stürzt in der Sierra del Montseny südwestlich von Arbúcies ab. Alle 112 Personen an Bord sterben.
- 1988: Der zivile Iran-Air-Flug 655, ein Airbus A300 mit 290 Menschen an Bord, wird über dem Persischen Golf von Raketen des US-amerikanischen Kreuzers Vincennes abgeschossen. Es gibt keine Überlebenden.
- 2022: Der Gletschersturz an der Marmolata reißt elf Bergsteiger in den Tod.

Kleinere Unglücksfälle sind in den Unterartikeln von Katastrophe und in der Liste von Katastrophen aufgeführt.

### Sport
- 1913: In Dortmund wird die neue Galopprennbahn eröffnet, die eine der Erweiterung eines Eisenwerkes gewichene frühere Pferderennbahn ersetzt.
- 1921: Das Internationale Stadionfest (ISTAF) in Berlin wird zum ersten Mal veranstaltet.

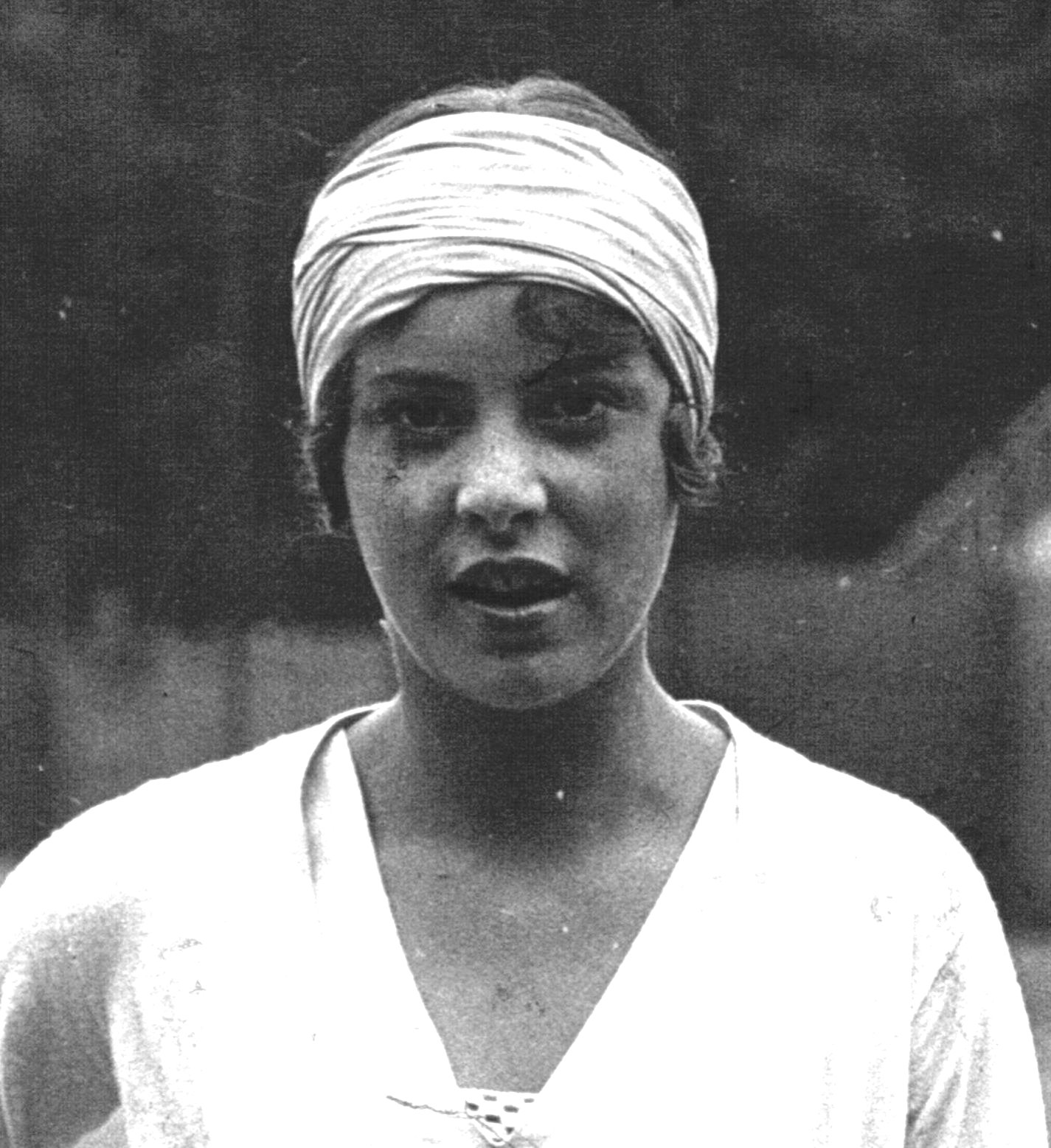
1931: Cilly Aussem

- 1931: Cilly Aussem gewinnt mit ihrem Finalsieg gegen Hilde Krahwinkel als erste Deutsche das Tennisturnier von Wimbledon.
- 1953: Der Österreicher Hermann Buhl besteigt als erster Mensch der Welt den 8.125 Meter hohen Gipfel Nanga Parbat im westlichen Himalaya.
- 1982: Martina Navratilova besiegt im Wimbledon-Finale Chris Evert mit 6:1, 3:6 und 6:2.
- 1999: Italien gewinnt die Basketball-Europameisterschaft der Männer. Die Italiener besiegen im Finale die Spanier mit 64:56.
- 2005: Roger Federer gewinnt zum dritten Mal hintereinander Wimbledon im Endspiel gegen Andy Roddick.
- 2007: Das Schweizer Segelsyndikat Alinghi hat den America’s Cup gegen Emirates Team New Zealand erfolgreich verteidigt.

Einträge von Leichtathletik-Weltrekorden befinden sich unter der jeweiligen Disziplin unter Leichtathletik.
Einträge zu Fußballweltmeisterschaftsspielen finden sich in den Unterseiten von Fußball-Weltmeisterschaft. Das Gleiche gilt für Fußball-Europameisterschaften.

## Geboren

### Vor dem 18. Jahrhundert
- 1421: Giovanni di Cosimo de’ Medici, Florentiner Patrizier, jüngerer Sohn von Cosimo de Medici
- 1423: Ludwig XI., König von Frankreich
- 1442: Go-Tsuchimikado, 103. Kaiser Japans
- 1503: Franz Burchart, deutscher Gelehrter und Politiker
- 1525: Hans Rudolf Manuel, Schweizer Holzschnitzer und Politiker
- 1534: Myeongjong, 13. König der Joseon-Dynastie in Korea
- 1576: Anna, Kurfürstin von Brandenburg
- 1596: Johan Banér, schwedischer Feldmarschall
- 1619: Taco van Glins, niederländischer Rechtswissenschaftler
- 1619: Hyojong, 17. König der Joseon-Dynastie in Korea
- 1622: John Carew, englischer Politiker
- 1624: Shah Shuja, Sohn des indischen Großmoguls Shah Jahan
- 1643: Johann Ernst von Thun und Hohenstein, Fürsterzbischof von Salzburg
- 1643: Alessandro Stradella, italienischer Violinist, Sänger und Komponist
- 1676: Leopold I., Fürst von Anhalt-Dessau
- 1683: Edward Young, englischer Dichter

### 18. Jahrhundert
- 1706: Johann Joseph von Khevenhüller-Metsch, Diplomat der Habsburgermonarchie

Wilhelmine von Preußen (* 1709)

- 1709: Wilhelmine von Preußen, Markgräfin von Bayreuth, Lieblingsschwester Friedrichs des Großen
- 1716: Philipp Gotthard von Schaffgotsch, Fürstbischof von Breslau
- 1723: Heinrich Gottlieb von Lindenau, kursächsischer Geheimer Rat, Kammerherr und Oberstallmeister
- 1725: Joseph Whipple III, britischer Händler und Politiker, Vizegouverneur der Colony of Rhode Island and Providence Plantations
- 1728: Robert Adam, britischer Baumeister
- 1738: John Singleton Copley, amerikanisch-englischer Maler
- 1742: Johann I. Fürst zu Schwarzenberg, deutsch-böhmischer Adeliger
- 1746: Sophie Magdalene von Dänemark, Königin von Schweden
- 1755: Theodor von Reding, Schweizer General in spanischen Diensten
- 1773: Christine Boyer, Ehefrau von Lucien Bonaparte
- 1776ː Katharina Wilhelmina Bilderdijk-Schweickhardt, niederländische Dichterin
- 1778: Carl Ludwig Engel, deutsch-finnischer Architekt und Maler
- 1783: Wilhelm von Preußen, preußischer General, Generalgouverneur der Rheinprovinzen und Gouverneur der Bundesfestung Mainz
- 1789: Friedrich Overbeck, deutscher Maler
- 1794: Eberhard Friedrich Walcker, deutscher Orgelbauer
- 1798: Gottfried Wilhelm Stüler, deutscher Mediziner und Homöopath

### 19. Jahrhundert

#### 1801–1850
- 1808: Konráð Gíslason, isländisch-dänischer Sprachforscher
- 1814: John Brinckman, plattdeutscher Schriftsteller
- 1816: Friederike Müller, österreichische Pianistin
- 1818: Johann Ludwig Hinrichs, deutscher Geistlicher, Mitbegründer der deutschen Baptistengemeinden

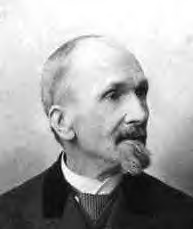
Louis Théodore Gouvy (* 1819)

- 1819: Louis Théodore Gouvy, deutsch-französischer Komponist
- 1820: Hugo Emil Schober, deutscher Agrarwissenschaftler
- 1821: Ferdinand Kürnberger, österreichischer Schriftsteller
- 1826: Rudolf Westphal, deutscher Altphilologe
- 1836: Emil Jacobsen, deutscher Chemiker und Schriftsteller
- 1839: Friedrich Arnd, deutscher Publizist
- 1842: Hans Wunderly-von Muralt, Schweizer Industrieller und Politiker
- 1843: Wilhelm Studemund, deutscher Klassischer Philologe
- 1844: Dankmar Adler, US-amerikanischer Architekt
- 1847: Max Bösenberg, deutscher Architekt
- 1847: Jakob Buser, Schweizer Bankdirektor und Politiker

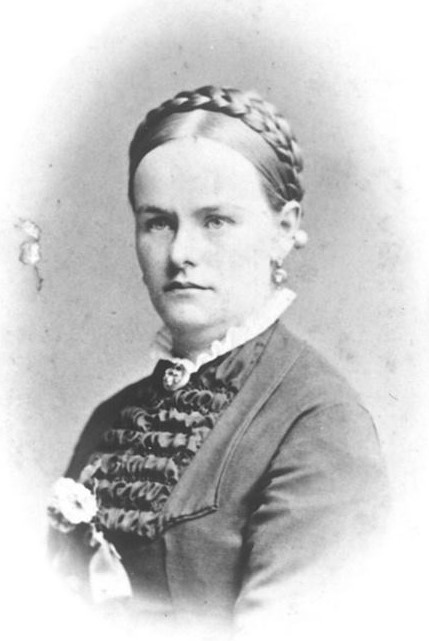
Ludovica Hesekiel (* 1847)

- 1847: Ludovica Hesekiel, deutsche Schriftstellerin
- 1848: Lothar von Trotha, deutscher General der Infanterie
- 1849: Viktor von Grumbkow, preußischer Generalmajor
- 1850: Alfredo Keil, portugiesischer Komponist und Maler

#### 1851–1900
- 1852: Rafael Joseffy, ungarischer Pianist und Musikpädagoge
- 1854: Leoš Janáček, tschechischer Komponist

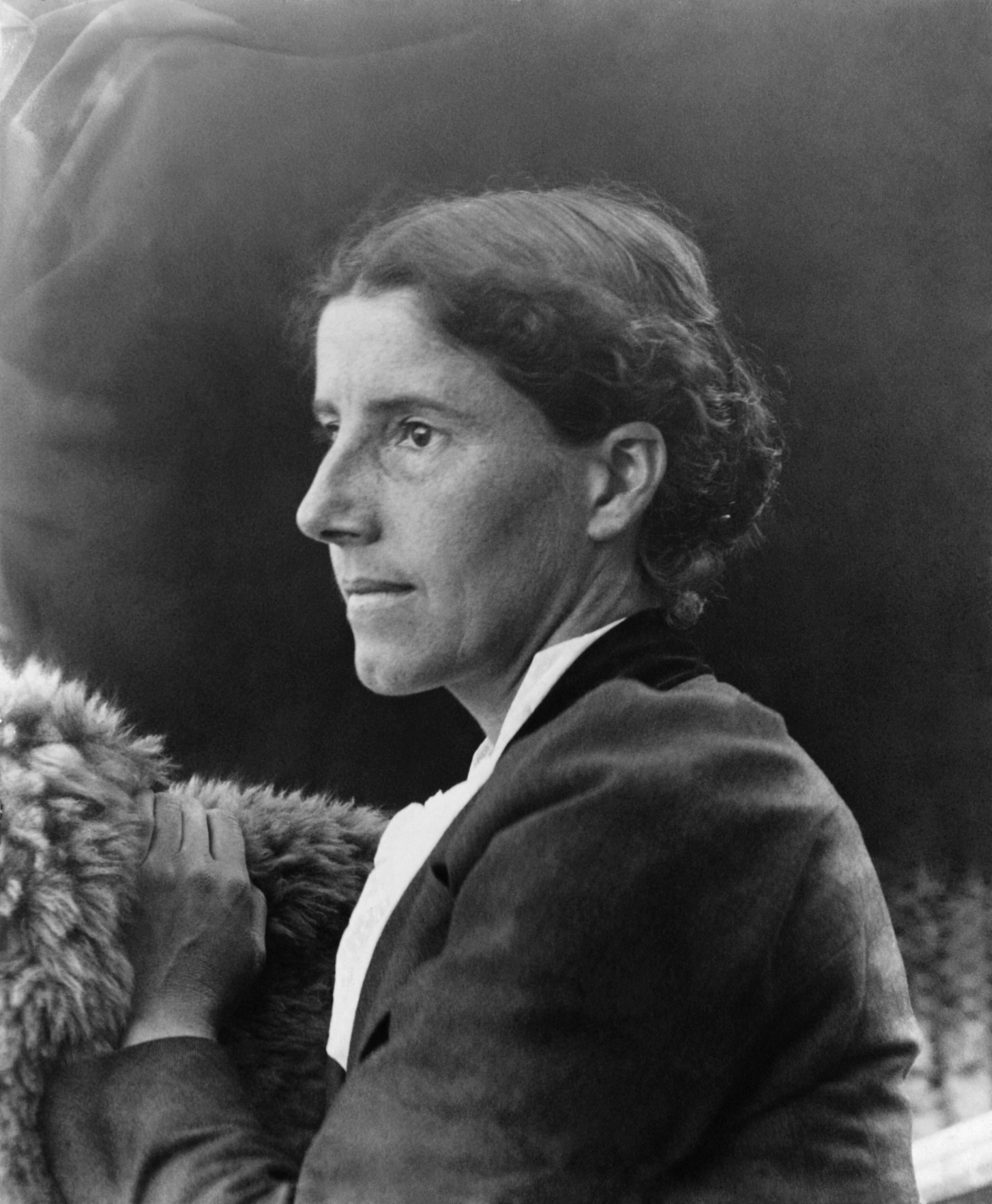
Charlotte Perkins Gilman (* 1860)

- 1860: Charlotte Perkins Gilman, US-amerikanische Schriftstellerin und Frauenrechtlerin
- 1862: Friedrich Ernst Koch, deutscher Komponist und Musikpädagoge
- 1862: Bolesława Maria Lament, polnische Geistliche, Ordensgründerin, Selige
- 1863: Ciro Luis Urriola, Staatspräsident von Panama
- 1864: Anton Schmutzer, österreichischer Musiker und Komponist
- 1866: Albert Gottschalk, dänischer Maler
- 1866: Victor Michels, deutscher Germanist
- 1867ː Marie Glümer, österreichische Theaterschauspielerin
- 1869: Marguerite Bodin, französische Lehrerin und Feministin
- 1869: Thomas G. Burch, US-amerikanischer Politiker
- 1870: Richard Bedford Bennett, kanadischer Premierminister
- 1871: Kurt Streitwolf, deutscher Offizier
- 1874: Johan Gunnar Andersson, schwedischer Archäologe, Paläontologe und Geologe
- 1875: Hans Studer, Schweizer Ingenieur
- 1875: Ferdinand Sauerbruch, deutscher Chirurg
- 1876ː Stephanie Glax, österreichische Grafikerin, Zeichnerin, Illustratorin und Malerin
- 1876: Oscar Näumann, deutscher Kunstturner
- 1876: Heinrich Vedder, deutscher evangelischer Missionar, Sprachforscher und Ethnologe
- 1878: Hans Woldemar Schack, deutscher Botaniker
- 1880: Heinrich Droste, deutscher Verleger
- 1880: Lejaren Hiller, US-amerikanischer Fotograf und Illustrator
- 1881: Heinrich Brandler, österreichischer Politiker, Gründungsmitglied von KPD und KPD-O, Parteivorsitzender, Leiter der IVKO
- 1881: Blind Simmie Dooley, US-amerikanischer Blues-Sänger und Gitarrist

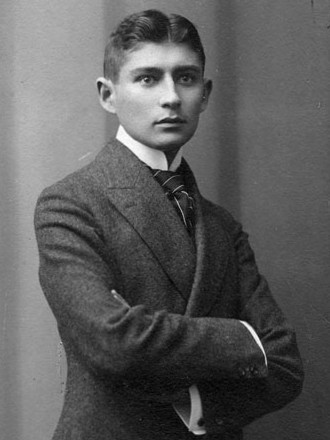
Franz Kafka (* 1883)

- 1883: Franz Kafka, deutschsprachiger Schriftsteller (Das Urteil, Der Process)
- 1882: Dirk Lotsy, niederländischer Fußballspieler
- 1886: Harmodio Arias Madrid, panamesischer Politiker, Staatspräsident
- 1886: Francis Carco, französischer Schriftsteller
- 1886: Raymond A. Spruance, US-amerikanischer Admiral
- 1887: Federico Della Ferrera, italienischer Rad- und Motorradrennfahrer sowie Ingenieur und Unternehmer
- 1887: Hendrika Johanna van Leeuwen, niederländische Physikerin
- 1889: Karla König, deutsche Journalistin, Schriftstellerin und Kulturfunktionärin
- 1890: Biagio Nazzaro, italienischer Automobil- und Motorradrennfahrer

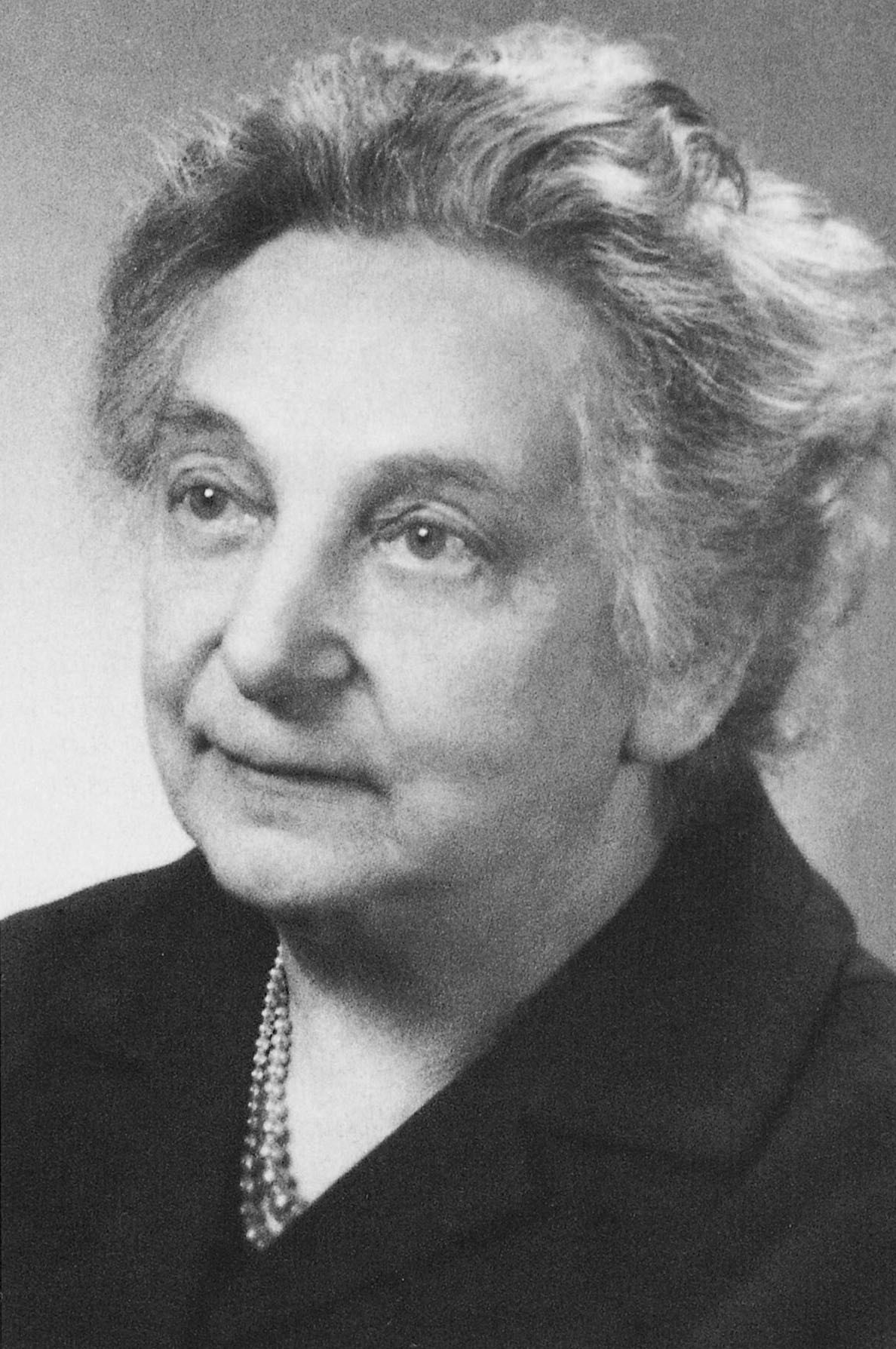
Clara Sahlberg (* 1890)

- 1890: Clara Sahlberg, deutsche Gewerkschafterin und Widerstandskämpferin gegen den Nationalsozialismus
- 1892: Franz Heske, deutsch-österreichischer Forstwissenschaftler, Begründer der „Weltforstwirtschaft“
- 1892: Wilhelm Rettich, deutscher Komponist und Dirigent
- 1892: Rahel Szalit-Marcus, polnische Malerin
- 1893: Sándor Bortnyik, ungarischer Maler
- 1896: Rudolf Heberle, deutsch-US-amerikanischer Soziologe
- 1897: Jesse Douglas, US-amerikanischer Mathematiker
- 1898: Erich Akt, deutscher Politiker, MdR
- 1898: Martin David, deutsch-niederländischer Rechtshistoriker des Orients und Papyrologe
- 1899: Thomas Peter McKeefry, Erzbischof von Wellington

### 20. Jahrhundert

#### 1901–1925
- 1901: Thelma Wood, US-amerikanische Silverpoint-Künstlerin und Bildhauerin
- 1901: Ruth Crawford Seeger, US-amerikanische Komponistin
- 1902: Otto A. Friedrich, deutscher Unternehmer
- 1902: Hermann Nuding, deutscher Politiker und Parteifunktionär, Widerstandskämpfer gegen den Nationalsozialismus, MdL, MdB
- 1903: Wolfgang Haußmann, deutscher Rechtsanwalt, Notar und Politiker, MdL, Landesminister
- 1905: Richard Corts, deutscher Leichtathlet, Olympiamedaillengewinner

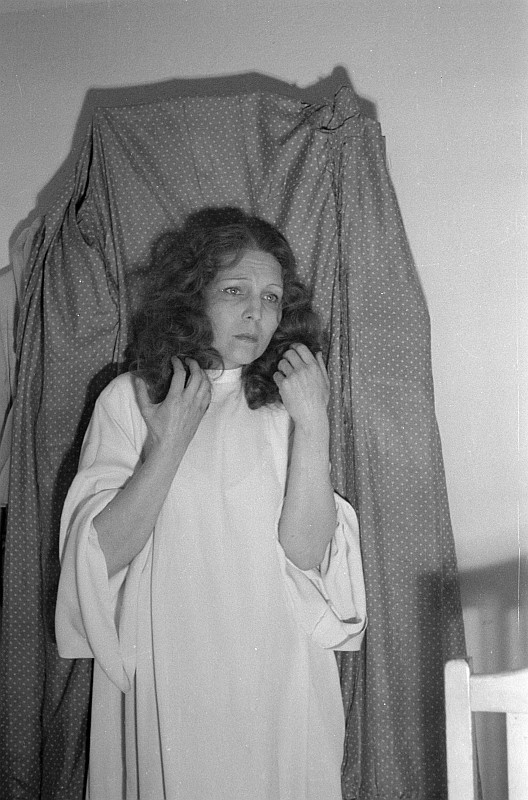
Hilde Körber (* 1906)

- 1906: Hilde Körber, österreichische Schauspielerin
- 1906: George Sanders, britischer Schauspieler
- 1908: Thomas Narcejac, französischer Schriftsteller
- 1909: Earl Butz, US-amerikanischer Politiker, Landwirtschaftsminister
- 1909: Stavros Niarchos, griechischer Reeder
- 1910: Marcellite Garner, US-amerikanische Synchronsprecherin
- 1910: Fritz Kasparek, österreichischer Alpinist
- 1910: Auguste Veuillet, französischer Automobilrennfahrer und Unternehmer
- 1910: Géza Wertheim, luxemburgischer Bobfahrer und Tennisspieler
- 1911: Marcel Storr, französischer Künstler
- 1913: Dorothy Kilgallen, US-amerikanische Schauspielerin, Reporterin und Fernsehmoderatorin
- 1914: Jean Hémard, französischer Automobilrennfahrer
- 1914: Carl Scarborough, US-amerikanischer Automobilrennfahrer
- 1915: Heinz Körvers, deutscher Handballspieler, Olympiasieger
- 1920: Žarko Dolinar, jugoslawischer Tischtennisspieler, -trainer, Mediziner und Gerechter unter den Völkern
- 1920: Walter Roderer, Schweizer Volksschauspieler
- 1921: Leo Navratil, österreichischer Psychiater
- 1922: Corneille, niederländischer Künstler
- 1922: Helmut Schoeck, österreichischer Soziologe
- 1923: Johnny Hartman, US-amerikanischer Jazzsänger
- 1923: Milan Munclinger, tschechischer Flötist, Dirigent, Komponist und Musikwissenschaftler
- 1924: Peter Sandloff, deutscher Filmkomponist
- 1925: Antoine Duhamel, französischer Komponist

#### 1926–1950
- 1926: Johnny Coles, US-amerikanischer Jazztrompeter
- 1926: Charlie Ashcroft, englischer Fußballspieler
- 1926: Erika Stiska, deutsche Schauspielerin

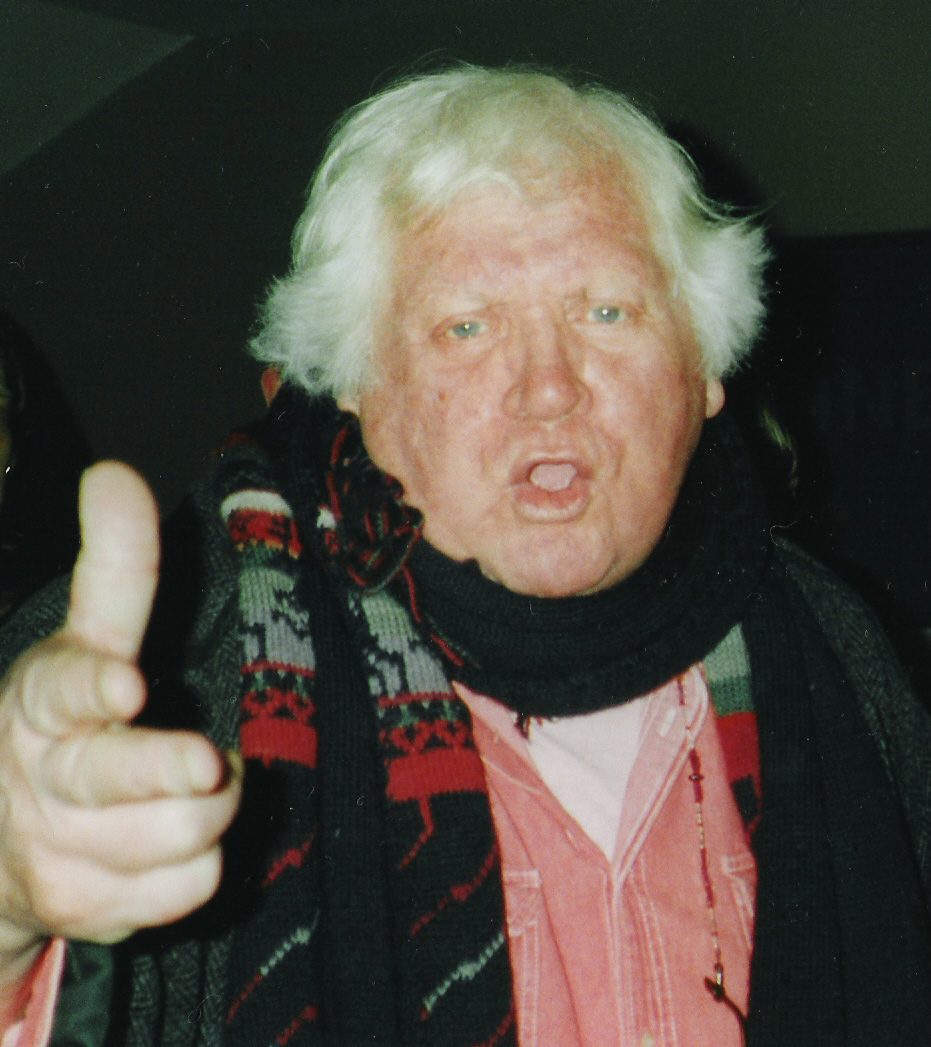
Ken Russell (* 1927)

- 1927: Ken Russell, britischer Regisseur und Filmemacher
- 1928: Günter Bruno Fuchs, deutscher Schriftsteller und Grafiker
- 1928: Ursula Heindrichs, deutsche Germanistin, Märchenforscherin und Ehrenpräsidentin der Europäischen Märchengesellschaft
- 1928: Jan Machulski, polnischer Schauspieler und Regisseur
- 1930: Ron Collier, kanadischer Jazzposaunist, Komponist und Arrangeur
- 1930: Carlos Kleiber, österreichischer Dirigent
- 1931: Klaus Schröter, deutscher Literaturwissenschaftler und -historiker
- 1932: Wilhelm Neuß, deutscher Politiker und Jurist
- 1932: Alexander Schalck-Golodkowski, deutscher Politiker und Wirtschaftsfunktionär, Mitglied des ZK der SED, einer der wichtigsten Männer der DDR-Wirtschaft
- 1932: Johann Scherz, österreichischer Karambolagespieler, Weltmeister
- 1933: Alexandar Fol, bulgarischer Historiker und Thrakologe
- 1934: Manfred Bieler, deutscher Schriftsteller
- 1934: Christian Manen, französischer Komponist und Musikpädagoge
- 1934: Wolfgang Milde, deutscher Handschriftenwissenschaftler und Bibliothekar
- 1935: Rainer Assmann, deutscher Jurist, Studentenhistoriker und Landeshistoriker
- 1935: Osvaldo Bagnoli, italienischer Fußballspieler und -trainer
- 1935: Charles Brauer, deutscher Schauspieler
- 1935: Erika Endesfelder, deutsche Ägyptologin
- 1935: Willi Forrer, Schweizer Skirennläufer
- 1935: Bill Reichart, US-amerikanischer Eishockeyspieler
- 1936: Leo Wilden, deutscher Fußballspieler
- 1937: Tom Stoppard, britischer Dramatiker, Journalist und Drehbuchautor
- 1938: John Heard, US-amerikanischer Jazz-Bassist und bildender Künstler

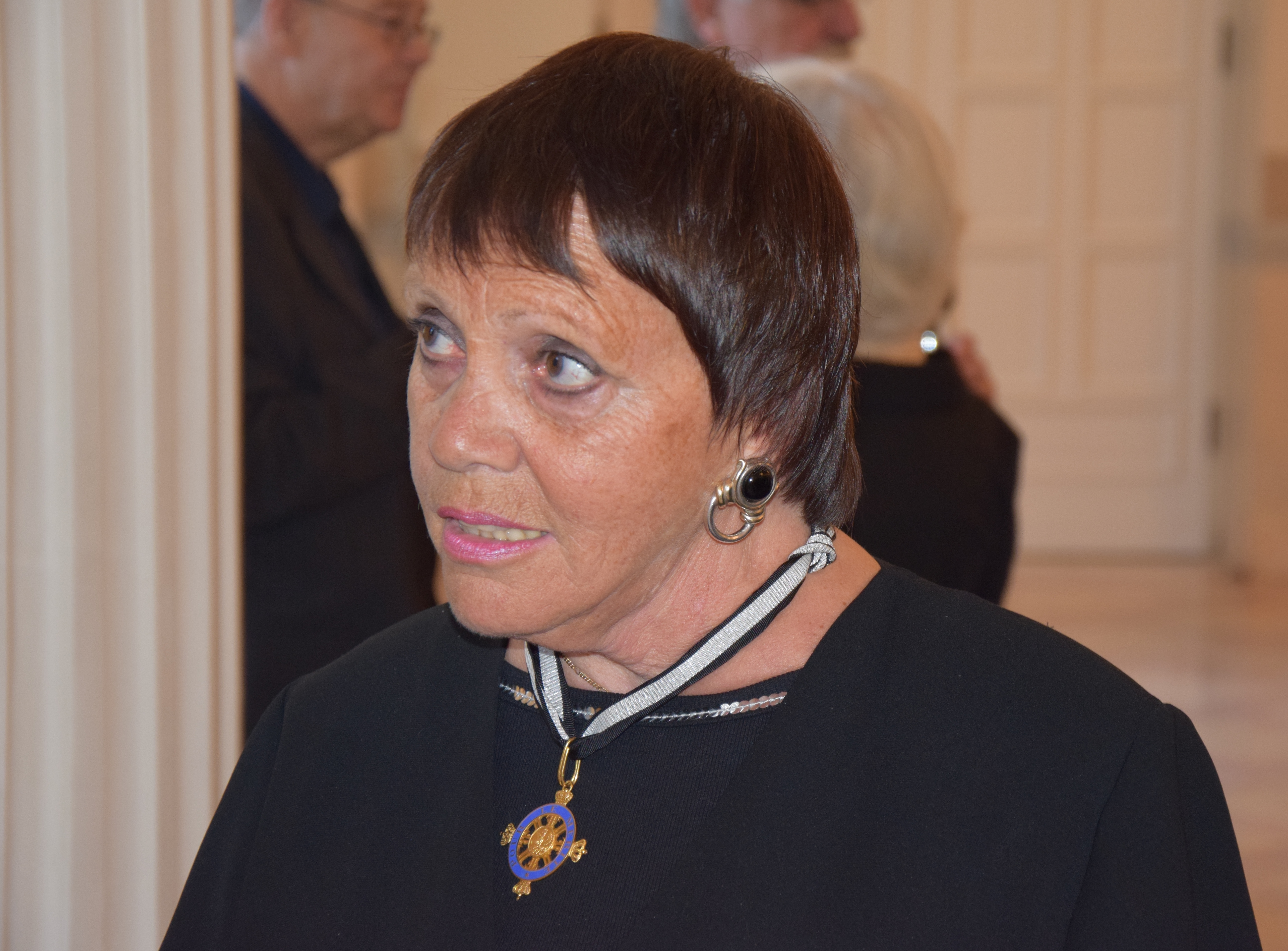
Brigitte Fassbaender (* 1939)

- 1939: Brigitte Fassbaender, deutsche Opern-Sängerin
- 1939: Angelo Sormani, brasilianisch-italienischer Fußballspieler und -trainer
- 1939: Willy Vanden Berghen, belgischer Radrennfahrer
- 1940: Lamar Alexander, US-amerikanischer Politiker, Gouverneur von Tennessee, Senator
- 1940: Dick Barbour, US-amerikanischer Unternehmer und Automobilrennfahrer
- 1940: Jerzy Buzek, polnischer Politiker, Ministerpräsident, Präsident des EU-Parlaments
- 1940: Ennio Doris, italienischer Unternehmer
- 1940: Peer Raben, deutscher Komponist
- 1941: Oskar Bachmann, Schweizer Politiker
- 1941: Liamine Zéroual, algerischer Militär und Politiker, Oberbefehlshaber, Verteidigungsminister, Staatspräsident

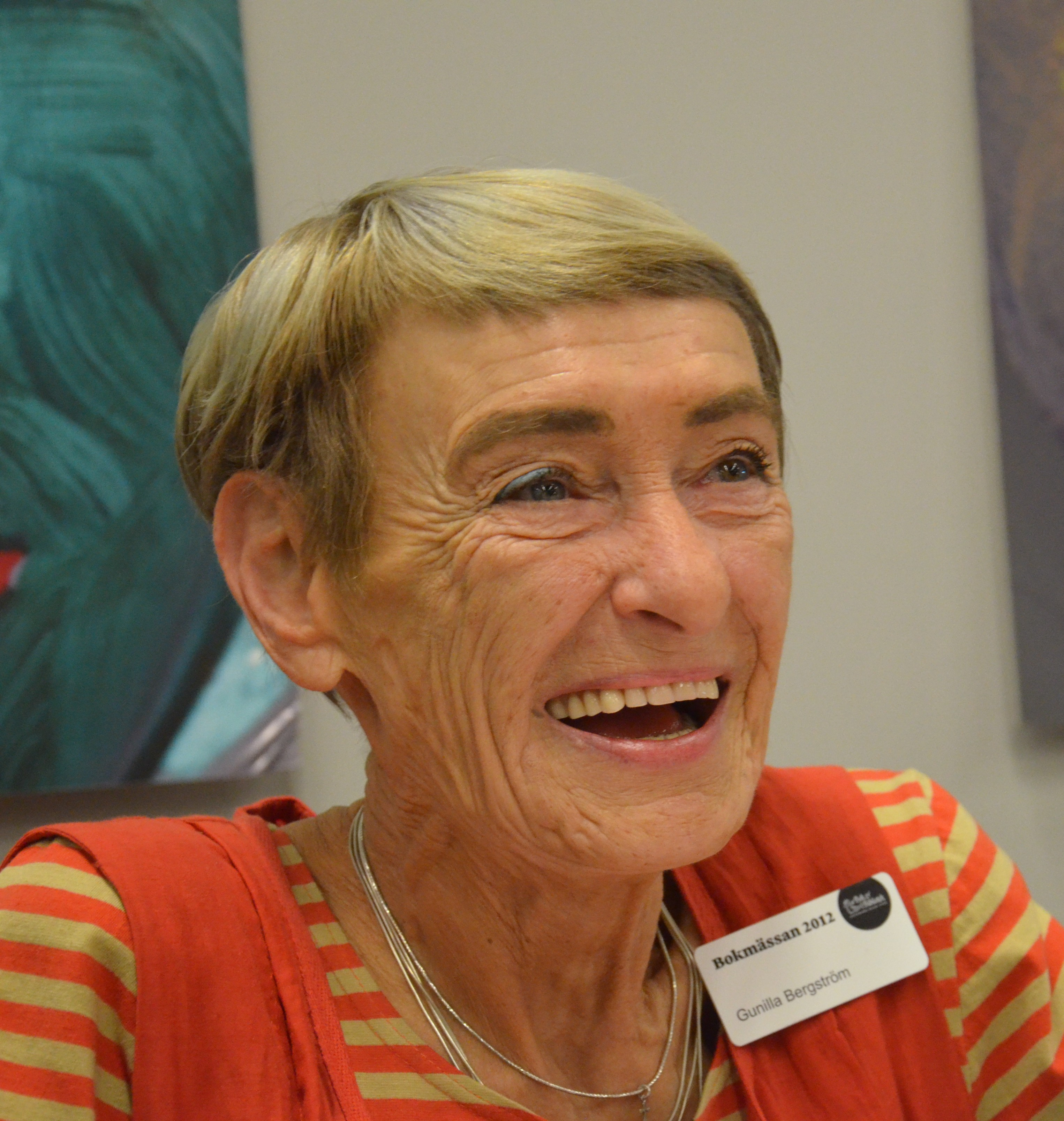
Gunilla Bergström (* 1942)

- 1942: Gunilla Bergström, schwedische Journalistin, Autorin und Illustratorin einer Reihe von beliebten Kinderbüchern
- 1942: Franco Cavalli, Schweizer Arzt und Politiker
- 1942: Kevin Johnson, australischer Sänger-Songwriter
- 1942: Allan Rae, kanadischer Komponist und Musikpädagoge
- 1943: Ruth Adolf, schweizerische Skirennläuferin
- 1943: Ulrich Ammon, deutscher Linguist
- 1943: Włodzimierz Danek, polnischer Sportschütze
- 1943: Garland Jeffreys, US-amerikanischer Popsänger
- 1943: Kurtwood Smith, US-amerikanischer Schauspieler
- 1943: Norman Thagard, US-amerikanischer Astronaut
- 1944: Michel Polnareff, französischer Sänger und Songschreiber
- 1944: Jethro Pugh, US-amerikanischer American-Football-Spieler und Unternehmer
- 1946: Johnny Lee, US-amerikanischer Musiker

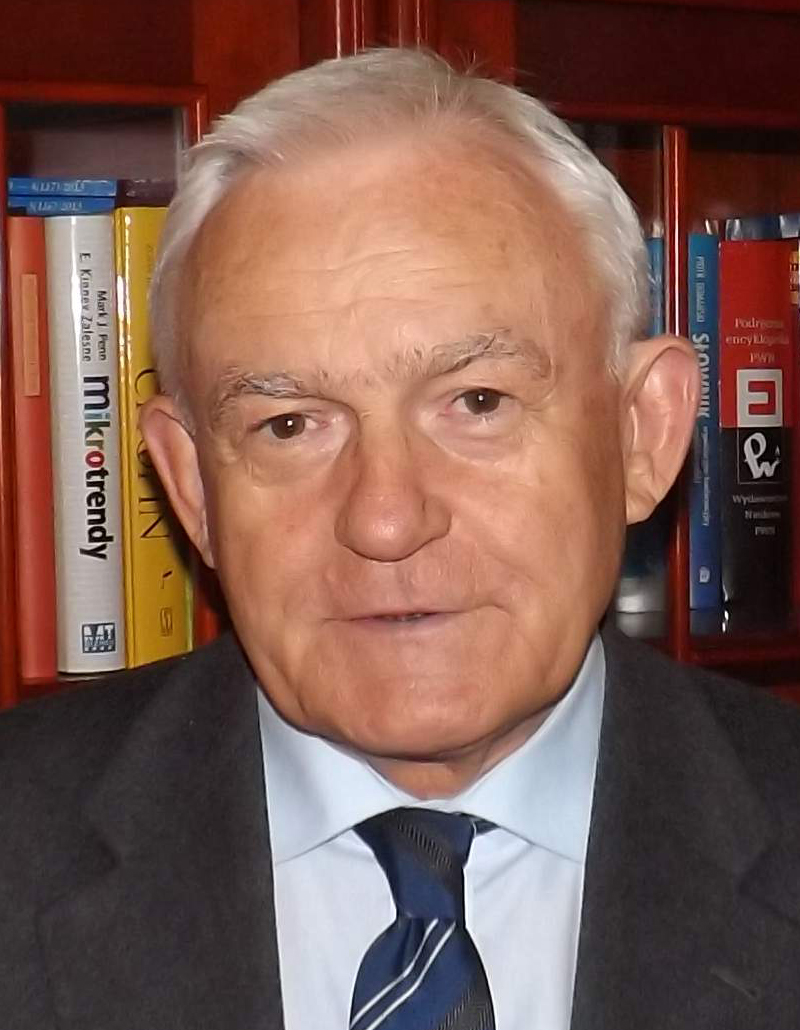
Leszek Miller (* 1946)

- 1946: Leszek Miller, polnischer Politiker, Ministerpräsident
- 1947: Betty Buckley, US-amerikanische Schauspielerin und Sängerin
- 1947: Rob Rensenbrink, niederländischer Fußballspieler
- 1948: Paul Barrère, US-amerikanischer Musiker und Sänger
- 1948: Stefan Lukschy, deutscher Regisseur
- 1948: Peter Ruzicka, deutscher Komponist und Intendant
- 1949: Bernard Robin, französischer Automobilrennfahrer
- 1950: James Hahn, US-amerikanischer Politiker, Bürgermeister von Los Angeles
- 1950: Jan Zajíc, tschechischer Student

#### 1951–1975
- 1951: Jean-Claude Duvalier, haitianischer Politiker, diktatorisch regierender Staatspräsident
- 1952: Laura Branigan, US-amerikanische Popsängerin

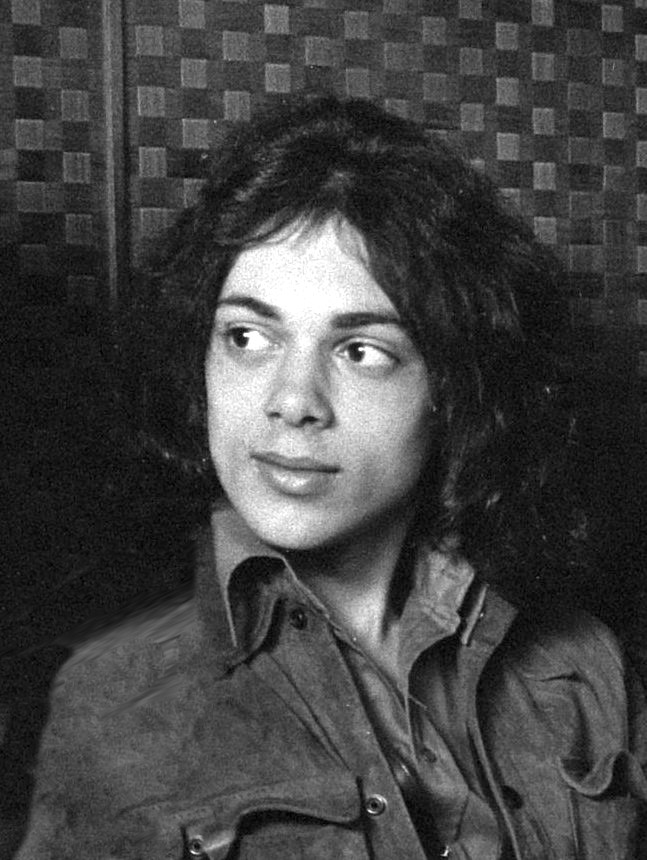
Andy Fraser (* 1952)

- 1952: Andy Fraser, britischer Musiker, Sänger und Songwriter
- 1952: Andreas Gestrich, deutscher Historiker
- 1954: Herbert Hainer, deutscher Manager
- 1954: Vladimír Hirsch, tschechischer Komponist und Instrumentalist
- 1954: Claudia Märtl, deutsche Historikerin
- 1955: Antoine Beuger, niederländischer Komponist, Flötist und Musikverleger
- 1955: Sylvain Boulay, französischer Automobilrennfahrer
- 1955: Wilfried Gräfling, deutscher Feuerwehrbeamter
- 1955: Manfred Grund, deutscher Politiker, MdB
- 1955: Li Keqiang, chinesischer Politiker, Ministerpräsident
- 1955: Reinhold Ziegler, deutscher Schriftsteller und Journalist
- 1956: Christine Gilli-Brügger, Schweizer Skilangläuferin
- 1956: Jorge Luis Prats, kubanischer Pianist
- 1958: Kurt Bock, deutscher Manager
- 1958: Aaron Tippin, US-amerikanischer Country-Sänger und Songwriter
- 1959: Kader Arif, französischer Politiker, MdEP, Minister
- 1959: Rebekka Habermas, deutsche Historikerin
- 1959: Helmut Kurrat, deutscher Handballspieler und -trainer
- 1960: Vince Clarke, britischer Musiker und Songwriter

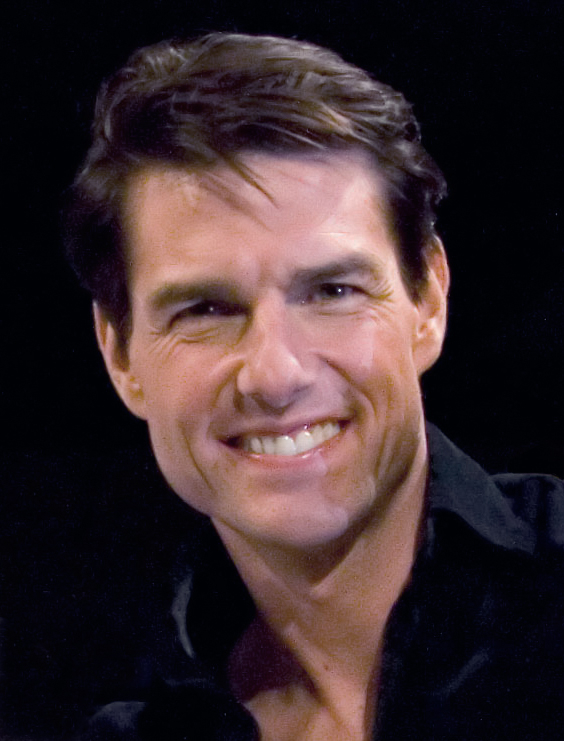
Tom Cruise (* 1962)

- 1962: Tom Cruise, US-amerikanischer Schauspieler und Produzent
- 1962: Tanja Schumann, deutsche Schauspielerin und Sprecherin
- 1963: Martin Arz, deutscher Schriftsteller und Künstler
- 1963: Peter Davor, deutscher Schauspieler und Hörspielsprecher
- 1963: Tracey Emin, britische Künstlerin
- 1964: Rachel Ashley, US-amerikanische Pornodarstellerin
- 1964: Evelyn Dörr, deutsche Autorin, Regisseurin und Theaterwissenschaftlerin
- 1964: Sebastian Goder, deutscher Schauspieler
- 1964: Elke Günthner, deutsche Fußballschiedsrichterin
- 1964: Antje Hermenau, deutsche Politikerin, MdL, MdB
- 1964: Birgit Meineke, deutsche Schwimmerin
- 1964: Elie Saab, libanesischer Modedesigner
- 1964: Mark Slaughter, US-amerikanischer Sänger und Musiker
- 1964: Yeardley Smith, US-amerikanische Schauspielerin und Synchronsprecherin
- 1965: Hans Dorfner, deutscher Fußballspieler
- 1966: Daniel Plaza, spanischer Leichtathlet, Olympiasieger
- 1966: Oswald Sallaberger, österreichischer Dirigent und Violinist
- 1967: Iulia Bulie, rumänische Ruderin, Weltmeisterin, Olympiamedaillengewinnerin
- 1967: Sandra Ceccarelli, italienische Schauspielerin
- 1968: Ramush Haradinaj, kosovarischer Politiker, Premierminister
- 1969: Gedeon Burkhard, deutscher Schauspieler
- 1969: Garrett Hines, US-amerikanischer Bobfahrer
- 1969: Stephan Zünd, Schweizer Skispringer
- 1970: Bruno Martini, französischer Handballspieler

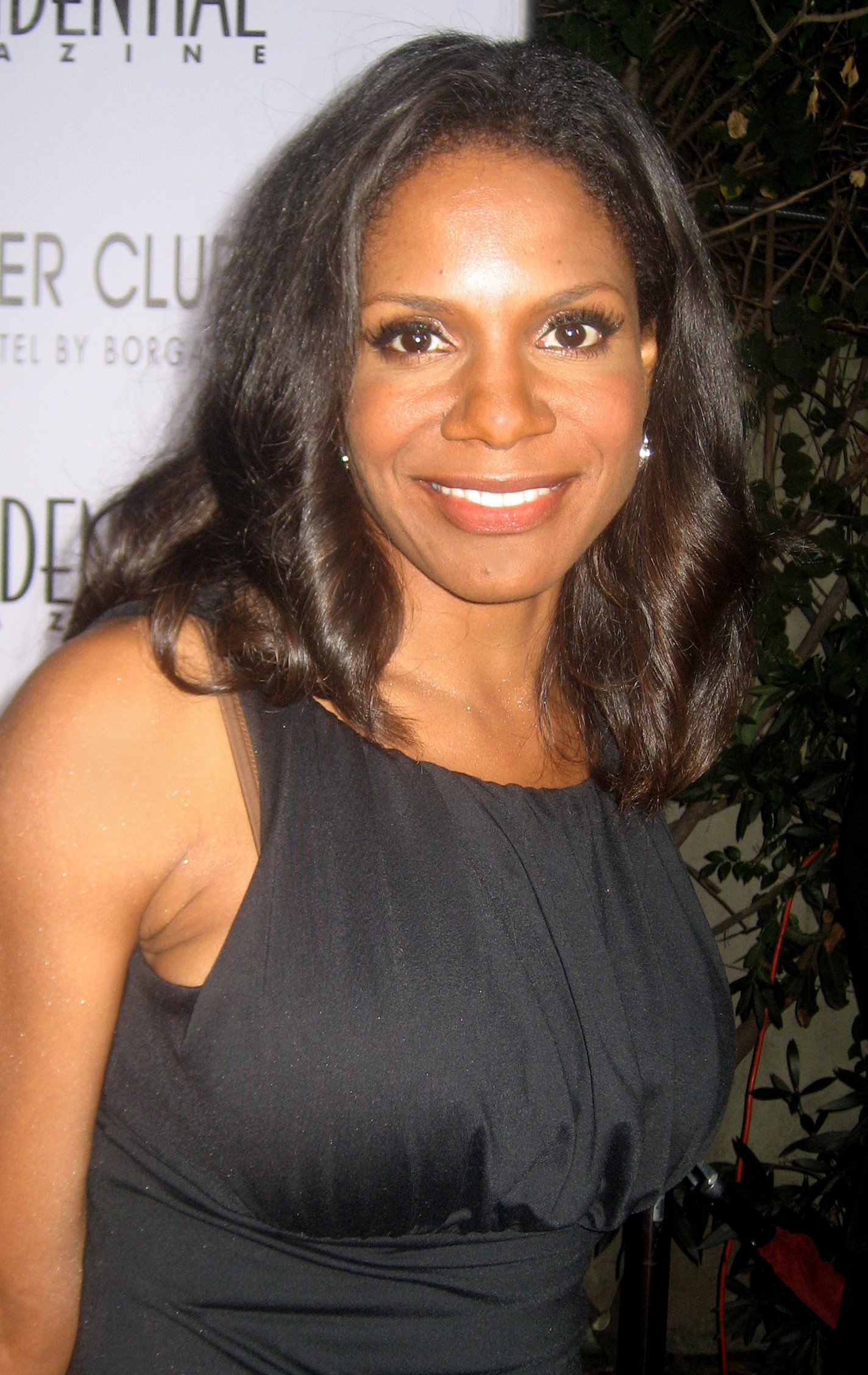
Audra McDonald (* 1970)

- 1970: Audra McDonald, US-amerikanische Sängerin
- 1970: Shawnee Smith, US-amerikanische Schauspielerin und Sängerin
- 1971: Julian Assange, australischer Journalist und politischer Aktivist
- 1971: Pascal Kober, deutscher Theologe und Politiker, MdB
- 1972: Matt Schulze, US-amerikanischer Musiker und Schauspieler
- 1973: Adrian Aucoin, kanadischer Eishockeyspieler
- 1973: Ólafur Stefánsson, isländischer Handballspieler
- 1973: Patrick Wilson, amerikanischer Schauspieler
- 1974: Stephan Luca, deutscher Schauspieler
- 1974: Loek Peters, niederländischer Schauspieler
- 1974: Gabor Schablitzki, deutscher Musiker
- 1975: Matt Haig, britischer Schriftsteller und Journalist

#### 1976–2000
- 1976: Andrea Laura Barber, US-amerikanische Schauspielerin
- 1977: Daniel Buder, deutscher Schauspieler
- 1977: Simon Mora, deutscher Schauspieler und Synchronregisseur
- 1977: Sandra Smisek, deutsche Fußballspielerin, Weltmeisterin, Olympiamedaillengewinnerin
- 1978: Anita Buri, Schweizer Model und Miss Schweiz 1999
- 1978: Ian Anthony Dale, US-amerikanischer Schauspieler
- 1978: Kim Kirchen, Luxemburger Radrennfahrer
- 1979: Ludivine Sagnier, französische Schauspielerin
- 1980: Tatjana Jurjewna Logunowa, russische Degen-Fechterin, Olympiasiegerin

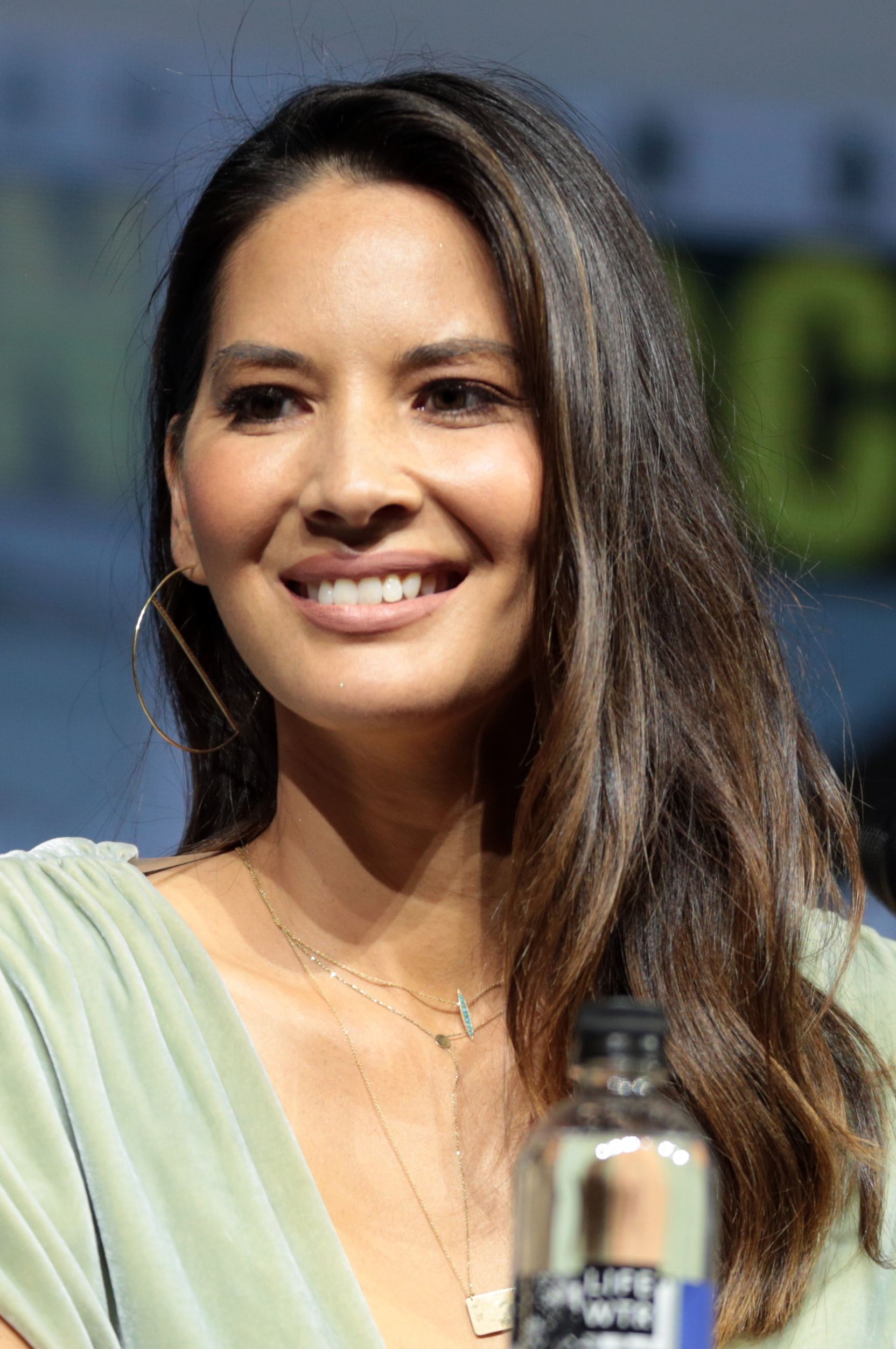
Olivia Munn (* 1980)

- 1980: Olivia Munn, US-amerikanische Fernsehmoderatorin, Schauspielerin und Model
- 1980: Roland Schoeman, südafrikanischer Schwimmer, Olympiasieger, Weltmeister
- 1980: Birgit Thumm, deutsche Volleyballspielerin
- 1981: Inés Arrimadas, spanische Politikerin, Mitglied des katalanischen Parlaments
- 1983: Kieron Achara, britischer Basketballspieler
- 1983: Shin’ya Aoki, japanischer Mixed-Martial-Arts-Kämpfer
- 1983: Dorota Masłowska, polnische Schriftstellerin
- 1984: Anthony Deane, australischer Handballspieler und Skeletonpilot
- 1984: Fernando Vega, spanischer Fußballspieler
- 1985: Jure Šinkovec, slowenischer Skispringer
- 1986: Sascha Dum, deutscher Fußballspieler
- 1986: Óscar Ustari, argentinischer Fußballspieler
- 1987: Kontra K, deutscher Rapper
- 1987: Mariano Tripodi, argentinischer Fußballspieler

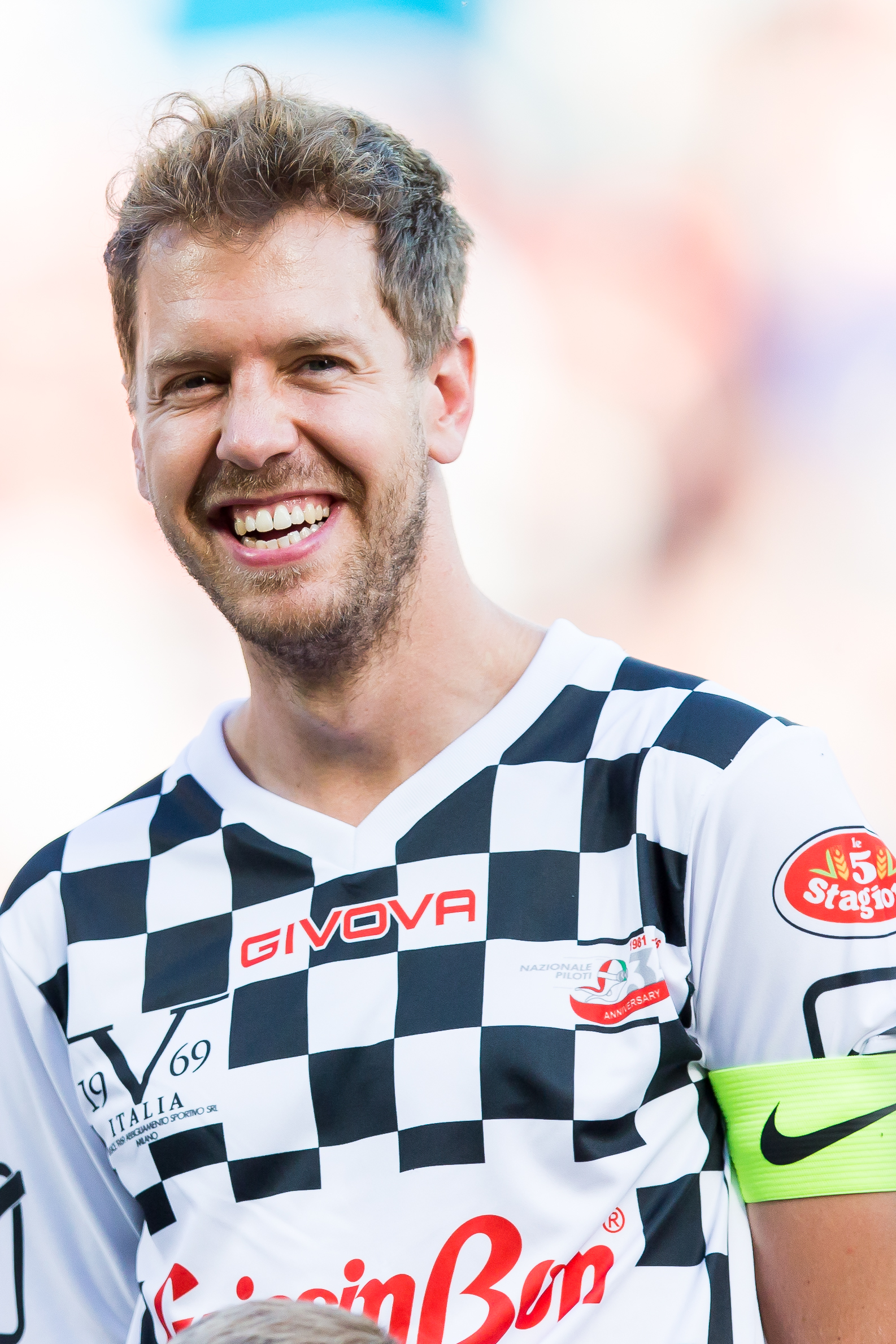
Sebastian Vettel (* 1987)

- 1987: Sebastian Vettel, deutscher Automobilrennfahrer
- 1988: Josefine Koebe, deutsche Politikerin (SPD) und Ökonomin
- 1988: Anssi Koivuranta, finnischer Nordischer Kombinierer und Skispringer, Olympiamedaillengewinner, Weltmeister
- 1988: James Troisi, australischer Fußballspieler
- 1989: Elle King, US-amerikanische Sängerin, Songwriterin und Schauspielerin
- 1989: Felix Schmidl, deutscher Handballspieler
- 1990: Fabio Aru, italienischer Straßenradrennfahrer
- 1990: Kento Sakuyama, japanischer Skispringer
- 1992: Aljona Adanitschkina, russische Triathletin
- 1992: Crystal Dunn, US-amerikanische Fußballspielerin
- 1993: Shinoona Salah al-Habsi, omanische Leichtathletin
- 1993: Kerem Demirbay, deutsch-türkischer Fußballspieler
- 1993: Kevin Möhwald, deutscher Fußballspieler
- 1995: Felipe Fraga, brasilianischer Automobilrennfahrer
- 1997: Moritz Heinrich, deutscher Fußballspieler
- 1998: Callan Rydz, englischer Dartspieler

### 21. Jahrhundert
- 2000: Reved, deutsche Webvideoproduzentin
- 2001: Chosen Jacobs, US-amerikanischer Schauspieler
- 2003: Kasperi Valto, finnischer Skispringer
- 2007: Marco Morelli, argentinischer Motorradrennfahrer

## Gestorben

### Vor dem 18. Jahrhundert
- 0362 v. Chr.: Epaminondas, griechischer Staatsmann
- 0458: Anatolios von Konstantinopel, Patriarch von Konstantinopel
- 0683: Leo II. Papst, Heiliger der katholischen Kirche
- 0964: Heinrich I., Erzbischof von Trier
- 1090: Ekbert II., Markgraf von Meißen
- 1191: Albéric Clément, Herr von Mez, Marschall von Frankreich und Kreuzfahrer
- 1205: Wilhelm von Saillon, Bischof von Sitten
- 1285: Margarete von Flandern, Herzogin von Brabant
- 1312: Marino Zorzi, 50. Doge von Venedig
- 1348: Giovanni Colonna, italienischer Kardinal
- 1431: Antonio Panciera, italienischer Geistlicher, Bischof von Concordia, Patriarch von Aquileia, Kardinalbischof
- 1476: Nikolaus I., Herzog von Oppeln
- 1495: Sigmund II. von Hollenegg, Erzbischof von Salzburg

Pierre d’Aubusson († 1503)

- 1503: Pierre d’Aubusson, französischer Großmeister des Johanniterordens
- 1519: Gallus Kopf, Bibliothekar des Klosters St. Gallen
- 1519: Degenhart Pfäffinger, süddeutscher Adeliger
- 1531: Thomas von Absberg, fränkischer Raubritter
- 1570: Aonio Paleario, italienischer Humanist, Rhetoriker und Reformator
- 1592: Francesco Bassano der Jüngere, italienischer Maler
- 1597: John Norreys, englischer Heerführer
- 1640: Giuseppe Cesari, italienischer Maler

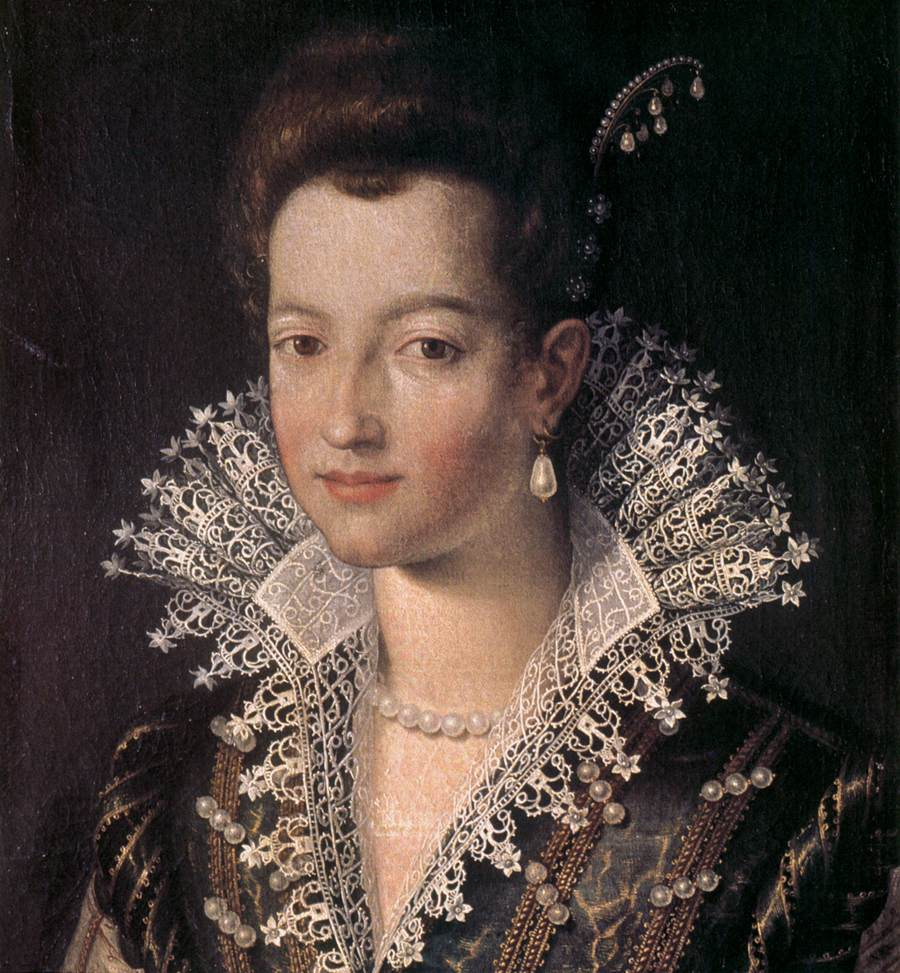
Maria de’ Medici († 1642)

- 1642: Maria de’ Medici, als Frau von Heinrich IV. Königin von Frankreich
- 1672: Francis Willughby, britischer Naturwissenschaftler
- 1699: Christoph Carl von Boxberg, sächsischer Bergrat
- 1699: Johann Just Winckelmann, deutscher Schriftsteller

### 18. Jahrhundert
- 1706: Catharina Priggen, Äbtissin des Heideklosters Medingen bei Bevensen
- 1710: Wolf von Lindenau, deutscher Rittergutsbesitzer und Amtshauptmann
- 1714: Paolo Amato, italienischer Architekt
- 1721: Hermann von Brevern, deutsch-baltischer Jurist
- 1729: Johann Martin Gumpp der Ältere, österreichischer Architekt
- 1732: Karl Gustav Düker, schwedischer Feldmarschall, Generalgouverneur von Livland und Präsident des schwedischen Kriegskollegiums
- 1734: Carlo IV. Borromeo, italienischer Adliger in Diensten der Habsburger und des Heiligen Römischen Reiches, Vizekönig von Neapel und Plenipotentiar von Reichsitalien
- 1736: Giuseppe Nicola Nasini, italienischer Maler

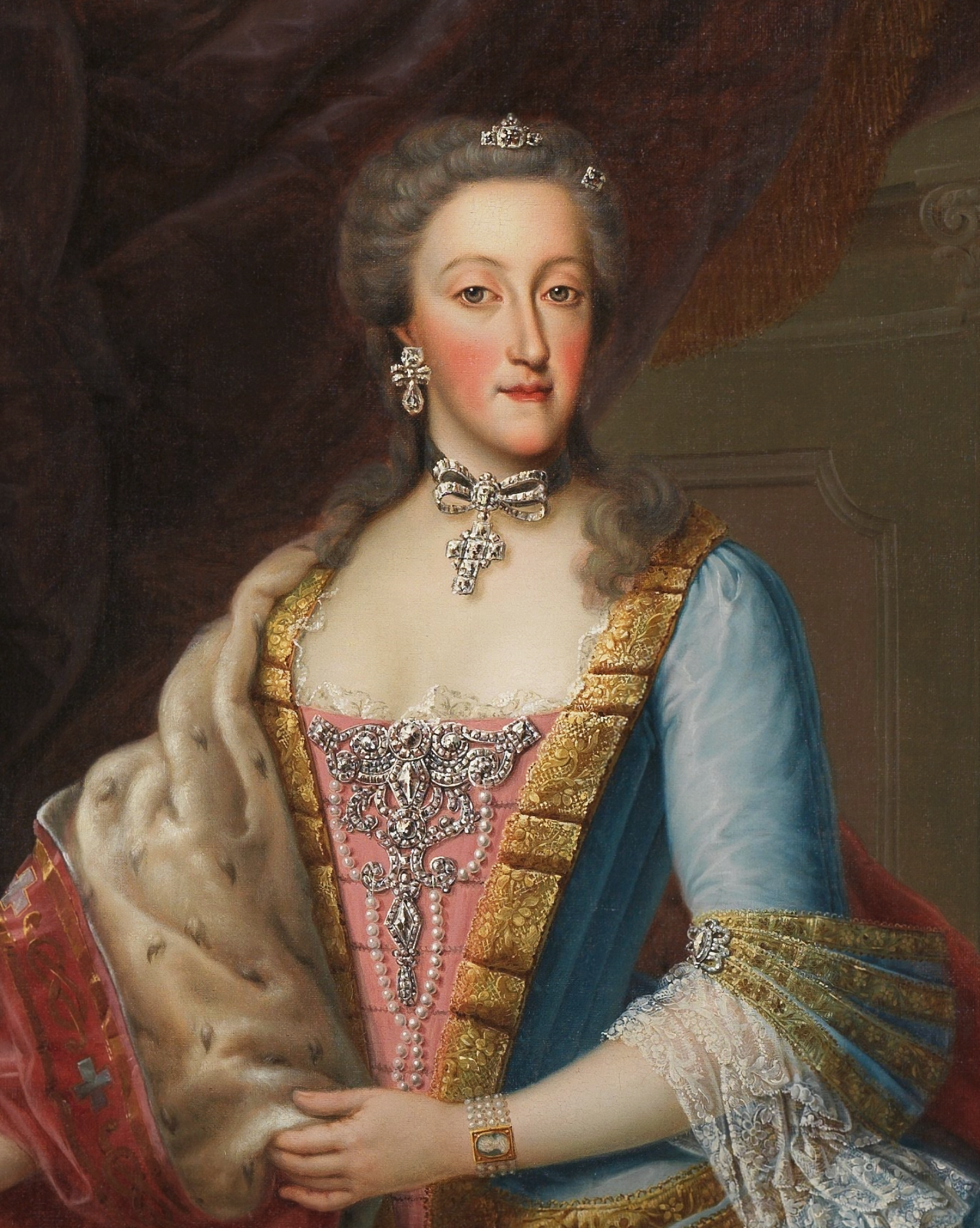
Elisabeth Therese von Lothringen (1741)

- 1741: Elisabeth Therese von Lothringen, Königin von Sardinien
- 1750: Jesaias Friedrich Weissenborn, deutscher lutherischer Theologe
- 1763: Michael Christian Göring, deutscher Verwaltungsbeamter und Förderer der Industrie
- 1767: Matthew Dubourg, irischer Violinvirtuose und Komponist

Anna Maria Mozart († 1778)

- 1778: Anna Maria Mozart, Mutter von Wolfgang Amadeus Mozart
- 1792: Ferdinand von Braunschweig, preußischer Generalfeldmarschall
- 1794: Vinzenz von Orsini-Rosenberg, Landeshauptmann von Kärnten

### 19. Jahrhundert
- 1801: Johann Nepomuk Wendt, tschechischer Komponist und Oboist
- 1809: Joseph Quesnel, kanadischer Komponist, Schriftsteller und Schauspieler

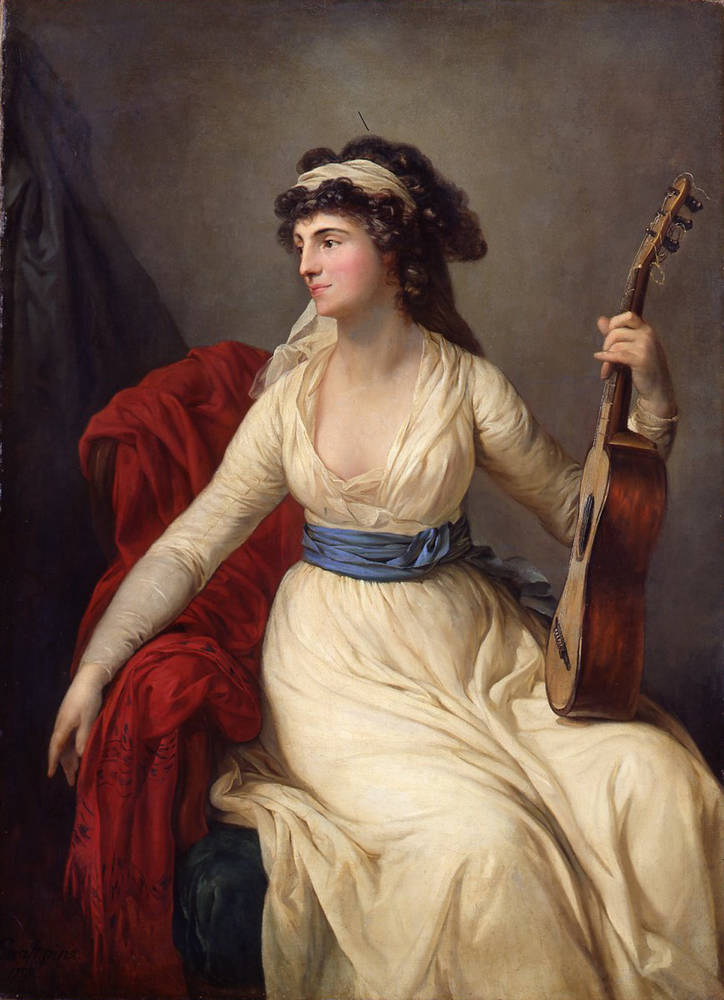
Christina von Brühl († 1816)

- 1816: Christina von Brühl, deutsche Landschaftsarchitektin
- 1845: Johan Cesar Godeffroy, deutscher Kaufmann
- 1847: Johann Christian August Grohmann, deutscher Philosoph, Psychologe und Rhetoriker
- 1847: Franz Martin Seuffert, deutsch-österreichischer Orgel- und Klavierbauer
- 1851: Juliana Blasius, deutsche Räuberbraut des Johannes Bückler
- 1859: August Wilhelm Bullrich, deutscher Apotheker
- 1870: Alfred von Auerswald, preußischer Generallandschaftsdirektor und Innenminister
- 1877: Gaspard Marchinville, Schweizer Unternehmer und Politiker
- 1883: Georg Friedrich Brackebusch, deutscher Freimaurer, Unternehmer und Politiker
- 1884: Candelario Obeso, kolumbianischer Schriftsteller
- 1889: Wilhelm Hasenclever, deutscher Politiker, MdR
- 1893: Louise Juta, Schwester von Karl Marx, Frau des Verlegers und Buchhändlers Jan Carel Juta
- 1895: Richard Morris Hunt, US-amerikanischer Architekt

### 20. Jahrhundert

#### 1901–1950

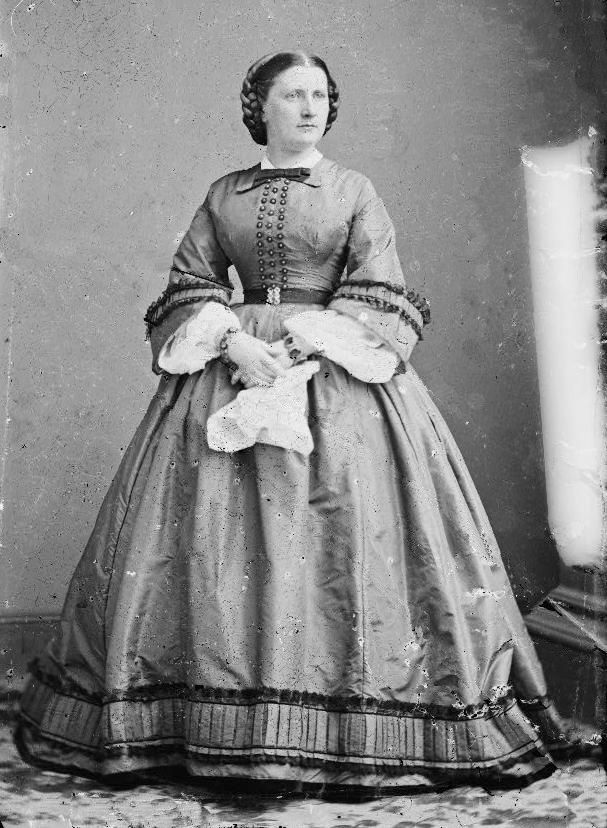
Harriet Lane († 1903)

- 1903: Harriet Lane, US-amerikanische First Lady

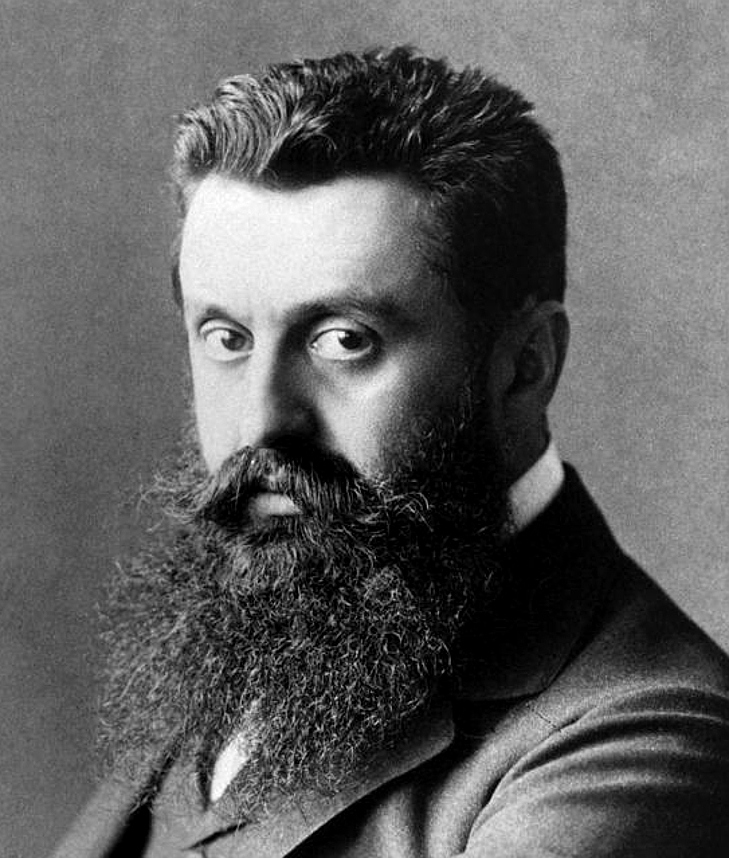
Theodor Herzl († 1904)

- 1904: Theodor Herzl, österreichisch-ungarischer Schriftsteller, Publizist und Journalist, Begründer des modernen politischen Zionismus
- 1907: Heinrich Carl Friedrich Kreutz, deutscher Astronom
- 1908: Joel Chandler Harris, US-amerikanischer Journalist und Schriftsteller
- 1909: Karl Plunder, österreichischer Pädagoge und Botaniker
- 1911: Ernst Hoeltzer, deutscher Telegraphist und Fotograf
- 1913: Adolph Amberg, deutscher Bildhauer
- 1914: Hermann Suchier, deutscher Romanist
- 1918: Mehmed V., osmanischer Sultan
- 1924: Franz Boll, deutscher Altphilologe
- 1925ː Pauline zu Waldeck und Pyrmont, deutsche Prinzessin und Fürstin zu Bentheim und Steinfurt
- 1927: Gérard de Courcelles, französischer Automobilrennfahrer
- 1933: Franz Wilhelm Seiwert, deutscher Maler, Bildhauer und Avantgardist, Mitglied der Kölner Progressiven
- 1934: Heinrich zu Mecklenburg, niederländischer Prinz
- 1934: Ludwig Sütterlin, deutscher Linguist und Germanist
- 1935: André Citroën, französischer Automobilkonstrukteur
- 1936: Štefan Lux, tschechoslowakischer Künstler und Journalist
- 1937: Antonietta Meo, italienisches Mädchen und Ehrwürdige Dienerin Gottes
- 1939: Ramiro Artieda, bolivianischer Serienmörder
- 1941: Friedrich Karl Akel, estnischer Politiker und Diplomat
- 1941: Gottfried Krüger, deutscher Mediziner und Heimatforscher
- 1942: Marian Abramski, polnisches Opfer des Nationalsozialismus
- 1942: Josef Lenzel, deutscher Priester, Widerstandskämpfer
- 1943: Curt Agthe, deutscher Genre- und Landschaftsmaler
- 1945: Walter von Boetticher, deutscher Historiker, Genealoge und Arzt
- 1945: Achmad Mochtar, indonesischer Molekularbiologe
- 1946: Alfred Schultze, deutscher Rechtswissenschaftler und Rechtshistoriker
- 1950: David Whitworth, britischer Motorradrennfahrer

#### 1951–2000
- 1951: Karl Billmaier, badischer Verwaltungsbeamter

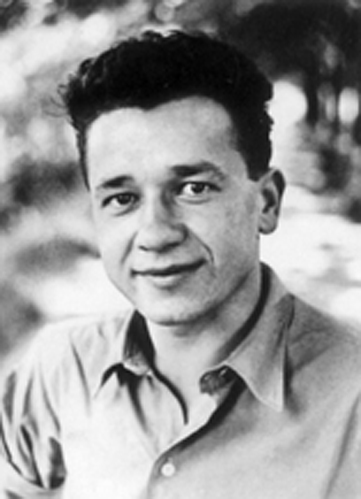
Tadeusz Borowski († 1951)

- 1951: Tadeusz Borowski, polnischer Schriftsteller
- 1951: Gwendoline Davies, walisische Sammlerin und Mäzenin
- 1952: Raymond Pech, französischer Komponist
- 1952: Wilhelm Schmidtbonn, deutscher Schriftsteller
- 1952: Daniel Zamudio Guerrero, kolumbianischer Komponist und Musikwissenschaftler
- 1957: Richard Mohaupt, deutscher Komponist und Kapellmeister
- 1959: Johan Bojer, norwegischer Schriftsteller
- 1961: Petar Graf Orssich, österreichischer Adeliger und Automobilrennfahrer
- 1964: Gertrud Bing, deutsche Kunstwissenschaftlerin
- 1966: Heinrich Achenbach, deutscher Politiker, MdL
- 1966: André Gailhard, französischer Komponist
- 1969: Wilhelm von Apell, deutscher Offizier
- 1969: Hermann Grabner, österreichischer Komponist
- 1969: Brian Jones, britischer Musiker
- 1970: Heinz Hentschke, deutscher Schauspieler, Autor, Operetten-Librettist und Theaterdirektor

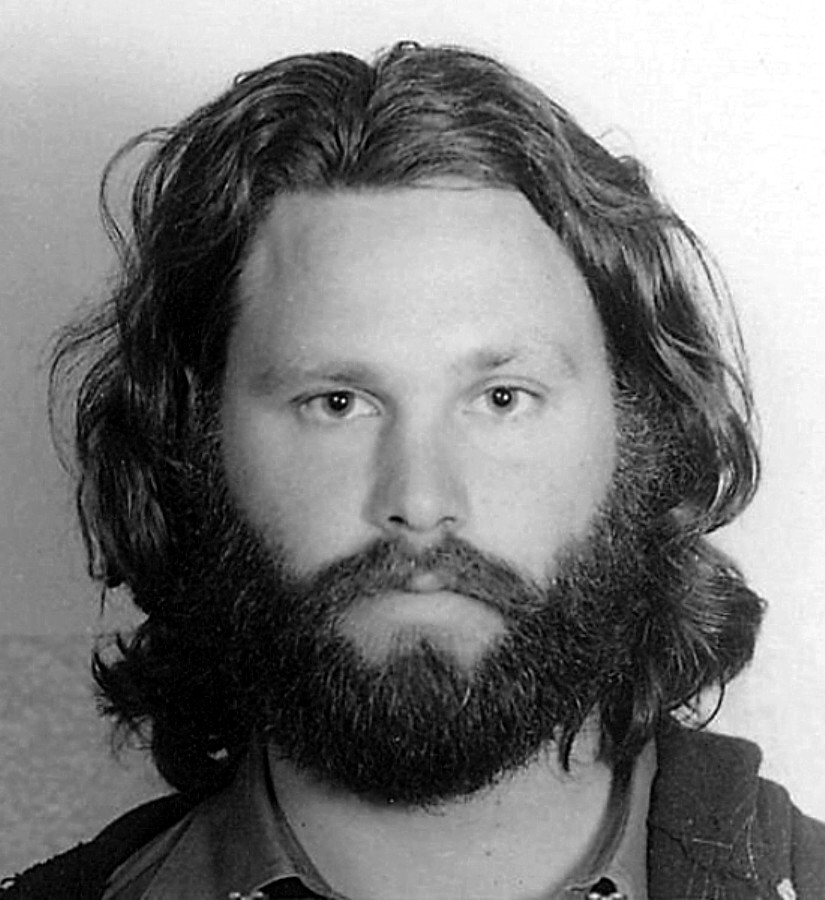
Jim Morrison († 1971)

- 1971: Jim Morrison, US-amerikanischer Sänger, Songwriter und Lyriker
- 1973: Karel Ančerl, tschechischer Dirigent
- 1976: Eugen Huth, deutscher Drucker und Politiker, MdB

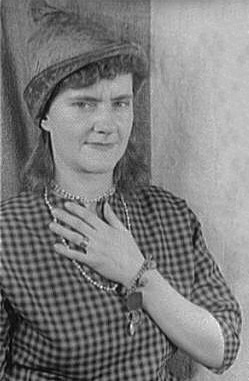
Gertrude Abercrombie (1977)

- 1977: Gertrude Abercrombie, US-amerikanische Künstlerin
- 1977: Alexander Melentjewitsch Wolkow, russischer Schriftsteller und Mathematikprofessor
- 1979: Louis Durey, französischer Komponist
- 1979: Reynold Tschäppät, Schweizer Politiker
- 1982: Annibale Bugnini, italienischer Ordensgeistlicher, Erzbischof und Liturgiewissenschaftler
- 1984: Ernesto Mascheroni, uruguayisch-italienischer Fußballspieler
- 1985: Erik Ågren, schwedischer Boxer, Olympiamedaillengewinner
- 1986: Curly Russell, US-amerikanischer Jazz-Bassist
- 1988: Fritz Wiessner, deutsch-US-amerikanischer Bergsteiger
- 1991: Tommy Bridger, britischer Automobilrennfahrer
- 1991: Sigismund Toduță, rumänischer Komponist und Musikwissenschaftler

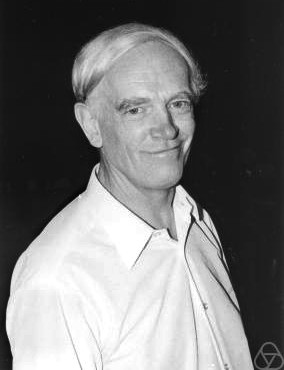
Ernst Witt († 1991)

- 1991: Ernst Witt, deutscher Mathematiker
- 1993: Don Drysdale, US-amerikanischer Baseballspieler
- 1993: Walter Markov, deutscher Historiker
- 1995: Walter Morath, Schweizer Kabarettist
- 1995: Georg Richter, deutscher Ruderer
- 1996: Barry Crump, neuseeländischer Schriftsteller
- 1996: Luis Alfonzo Larrain, venezolanischer Komponist und Musiker
- 1997: Johnny Copeland, US-amerikanischer Bluesmusiker
- 1998: Bernhard Häring, deutscher Moraltheologe und Geistlicher
- 1998: George Lloyd, britischer Komponist
- 1999: Herta Heuwer, deutsche Imbiss-Betreiberin, gilt als Erfinderin der Currywurst
- 1999: Marigard Bantzer, deutsche Kinderbuchillustratorin
- 2000: Kemal Sunal, türkischer Schauspieler

### 21. Jahrhundert
- 2001: Mordecai Richler, kanadischer Schriftsteller
- 2001: Paolo Silveri, italienischer Opernsänger (Bariton) und Musikpädagoge
- 2002: Franz Bachem, deutscher Verleger
- 2002: Josef Haiböck, österreichischer General
- 2003: Hedy Schlunegger, Schweizer Skirennfahrerin
- 2004: Lorenz Betzing, deutscher Spion
- 2004: Andrijan Grigorjewitsch Nikolajew, sowjetischer Kosmonaut
- 2005: Pierre Michelot, französischer Jazzmusiker
- 2006: Oskar, deutscher Zeichner, Karikaturist und Maler
- 2006: François Stahly, deutsch-französischer Bildhauer
- 2007: Herbert Bardenheuer, deutscher Künstler
- 2007: Johnny Frigo, US-amerikanischer Jazzbassist und -violinist
- 2008: Colin Cooper, britischer Blues-Sänger und Multiinstrumentalist
- 2009: Josef Adamík, tschechischer Komponist, Musikpädagoge und Chorleiter
- 2009: Jorge Enrique Adoum, ecuadorianischer Schriftsteller
- 2010: Abu Daoud, arabischer Terrorist
- 2010: Herbert Erhardt, deutscher Fußballspieler
- 2011: Anna Massey, britische Schauspielerin

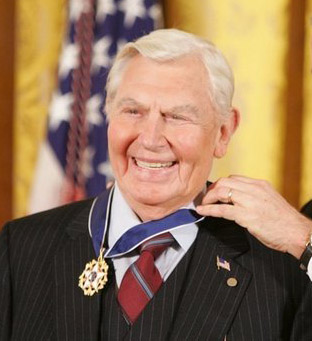
Andy Griffith († 2012)

- 2012: Andy Griffith, US-amerikanischer Schauspieler
- 2012: Sergio Pininfarina, italienischer Automobildesigner
- 2013: Karin Andersen, deutsche Schauspielerin
- 2013: Gisela Fritsch, deutsche Schauspielerin und Synchronsprecherin
- 2014: Volkmar Groß, deutscher Fußballspieler
- 2014: Annik Honoré, belgische Journalistin und Konzertveranstalterin
- 2015: Amanda Peterson, US-amerikanische Schauspielerin
- 2015: Franz-Josef Wolfframm, deutscher Fußballspieler
- 2015: Péter Záboji, ungarischer Unternehmensberater, Finanzinvestor und Manager

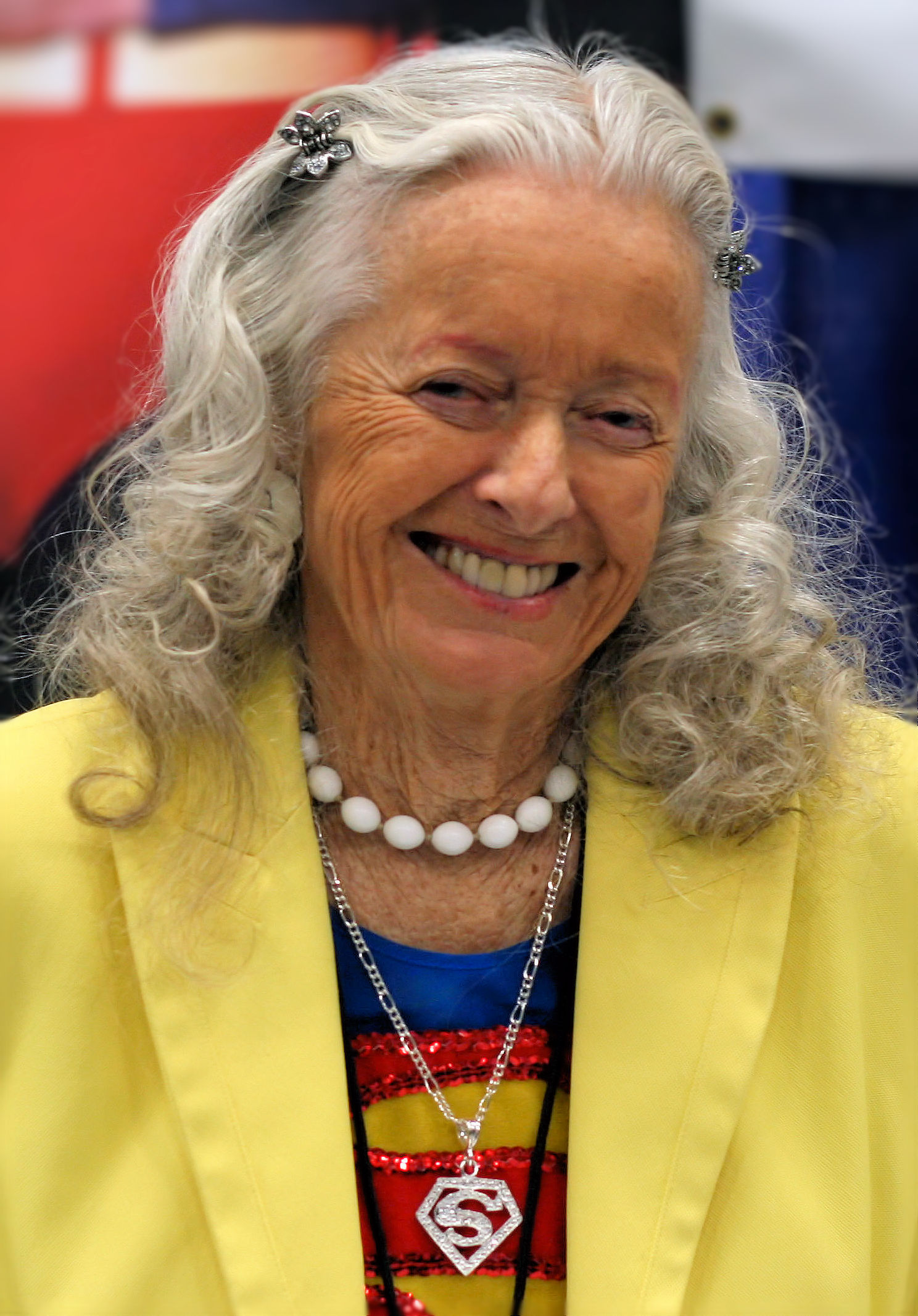
Noel Neill († 2016)

- 2016: Noel Neill, US-amerikanische Schauspielerin
- 2016: Markus Werner, Schweizer Schriftsteller
- 2017: Cholo Brenes, dominikanischer Musikpromotor, Rechtsanwalt, Politologe, Soziologe und Kolumnist
- 2017: Paolo Villaggio, italienischer Schauspieler und Schriftsteller
- 2017: Monika Völlmeke, deutsche Juristin
- 2018: Hans Hautmann, österreichischer Historiker
- 2018: Robby Müller, niederländischer Kameramann
- 2019: Sarah Schumann, deutsche Malerin
- 2019: Arseni Dmitrijewitsch Mironow, sowjetischer Testpilot
- 2020: Lore Krainer, österreichische Kabarettistin, Sängerin, Komponistin und Autorin

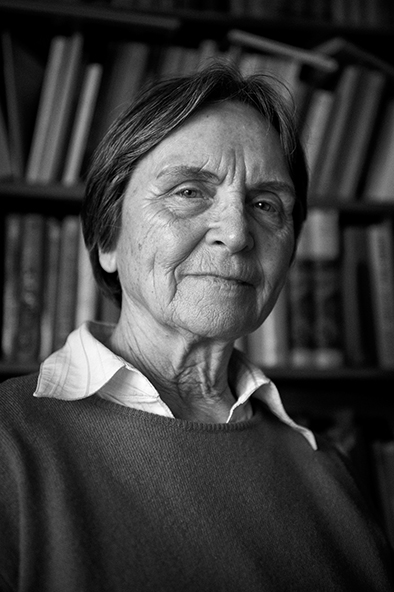
Erika Taube († 2020)

- 2020: Erika Taube, deutsche Ethnologin
- 2021: Galina Kostenko, sowjetische Leichtathletin
- 2021: Patrick Murray, australischer Sportschütze
- 2022: Jacques Berndorf, deutscher Journalist und Schriftsteller
- 2022: Robert F. Curl, US-amerikanischer Chemiker und Nobelpreisträger
- 2022: Gavin Thorley, neuseeländischer Leichtathlet

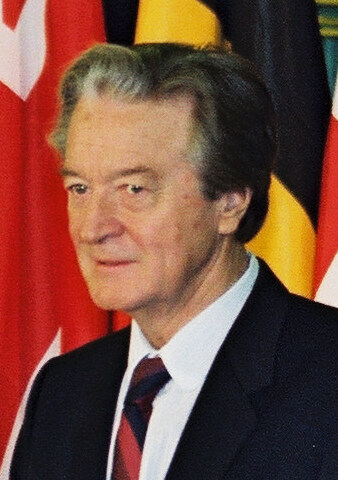
Roland Dumas († 2024)

- 2024: Roland Dumas, französischer Politiker und Außenminister von Frankreich
- 2025: László Horváth, ungarischer Moderner Fünfkämpfer
- 2025: Diogo Jota, portugiesischer Fußballspieler
- 2025: Anita Kupsch, deutsche Schauspielerin
- 2025: André Silva, portugiesischer Fußballspieler
- 2025: Michael Madsen, US-amerikanischer Schauspieler

## Feier- und Gedenktage
- Nationalfeiertage
  - Tag der Unabhängigkeit der Republik Belarus, Nationalfeiertag in Belarus
- Kirchliche Gedenktage
  - Aonio Paleario, italienischer Humanist und Märtyrer (evangelisch)
  - Hl. Thomas, Apostel (anglikanisch, katholisch, evangelisch: ELCA, einer von zwei möglichen Terminen für die EKD; traditioneller Termin ist der 21. Dezember)
- Namenstage
  - Thomas

Weitere Einträge enthält die Liste von Gedenk- und Aktionstagen.